# 浦和レッドダイヤモンズ
浦和レッドダイヤモンズ（うらわレッドダイヤモンズ、英: Urawa Red Diamonds）は、日本の埼玉県さいたま市をホームタウンとする、日本プロサッカーリーグ（Jリーグ）に加盟するプロサッカークラブ。Jリーグ創設当初からのチーム、オリジナル10の1つ。呼称は浦和レッズ（うらわレッズ）。

## 概要
三菱自動車工業サッカー部（1950年創部）を前身とする。ホームタウンは埼玉県さいたま市（旧：浦和市）。ホームスタジアムは埼玉スタジアム2002と浦和駒場スタジアム、練習グラウンドは大原サッカー場。チーム名は「ダイヤモンド」（最高の輝き、固い結束力）に由来し、それをクラブカラーである「レッド」と組み合わせたもの。
国内三大タイトル（J1リーグ、Jリーグカップ、天皇杯）を全て獲得しているクラブの一つで、Jリーグクラブで初めてAFCチャンピオンズリーグで優勝を成し遂げたクラブでもある。観客動員と営業収入においては、長年Jリーグ加盟クラブ中最高の成績を維持し続けている（当項目を参照のこと）。

### 運営会社
運営会社は「浦和レッドダイヤモンズ株式会社」。埼玉県さいたま市緑区の埼玉スタジアム2002内に本社を置く。
三菱自動車工業（三菱自工）の全額出資により設立された（設立当初の商号は「株式会社三菱自動車フットボールクラブ」）。1996年の増資時に埼玉県と浦和市の出資を受けた。更に2000年に埼玉県内の複数の企業および三菱グループ他社など計27社から出資を受け、三菱自工は引き続き株式の過半数（50.625%）を保有する筆頭株主であった。
しかし2016年、三菱自工が燃費試験の不正問題に起因する経営難から再建を図る際に日産自動車（日産）が株式を34%保有する単独筆頭株主となったため、日産が株式の約75%を保有する横浜F・マリノスとの間で、Jリーグクラブの親会社が他クラブの親会社の株式の保有を禁じるJリーグ規約第25条(5)の規定に抵触する可能性が生じた。これについて、Jリーグチェアマンの村井満が2016年6月の臨時理事会後に「クラブライセンス交付第1審機関 が（レッズが日産及び三菱自の子会社・関連会社に該当するかを）認定するためJリーグ側では認定できない」とした上で「現状ではJリーグの規約に抵触する可能性が高い」との見解を表明した。
三菱自工およびクラブ側で株式の委譲などを検討した結果、2016年10月31日に、三菱自工が三菱重工業と共同出資して持株会社「ダイヤモンドF.C.パートナーズ株式会社」を設立し、同社にクラブの全株式を譲渡することを発表。これにより三菱自工の間接出資比率が19.8%となったことで問題を解消した。
2017年1月に1億1280万円の第三者割当増資を実施。新たに15社が株主に加わり、株主数は43社・2団体となった。なお、ダイヤモンドF.C.パートナーズも増資を引き受け（410株）、同社が過半の株式を保有する状況に変わりは無い。

### クラブの経営状況
Jリーグトップの営業収益を上げる背景には以下の点が挙げられる。
- 1996年-1999年、2001年-2002年、2006年以降と過去に18シーズンでJリーグ観客動員1位を記録。2007年はナビスコ杯4試合、ACL6試合とカップ戦を含めた年間観客動員数がJリーグクラブでは初めて100万人を突破し、2008年はリーグ戦でJリーグ史上最高となる809,353人を動員した。2012年8月4日FC東京との試合で1000万人を動員した。
- 1人当たり動員単価が約2,900円（新潟：約1,700円）と比較的高水準である。これは、招待券による入場者が極めて少なく（同年度0.5%[12]）、割引率10%未満にもかかわらずシーズンチケット（埼玉スタジアムの約2万2000枚を含む）が軒並み完売していることから、それらが入場料収入の確保に高い安定性をもたらしていることが挙げられる。
- ユニフォームサプライヤーは、1993年から1996年のリーグ戦[注 4] でのミズノ、並びに1997年のリーグ戦でのUMBROを除き、過去は一貫してプーマであったが、2004年からナイキが独占供給契約を結んでおり、2007年からは4年間で16億円の契約に更新することが報じられている。

### 地域への貢献

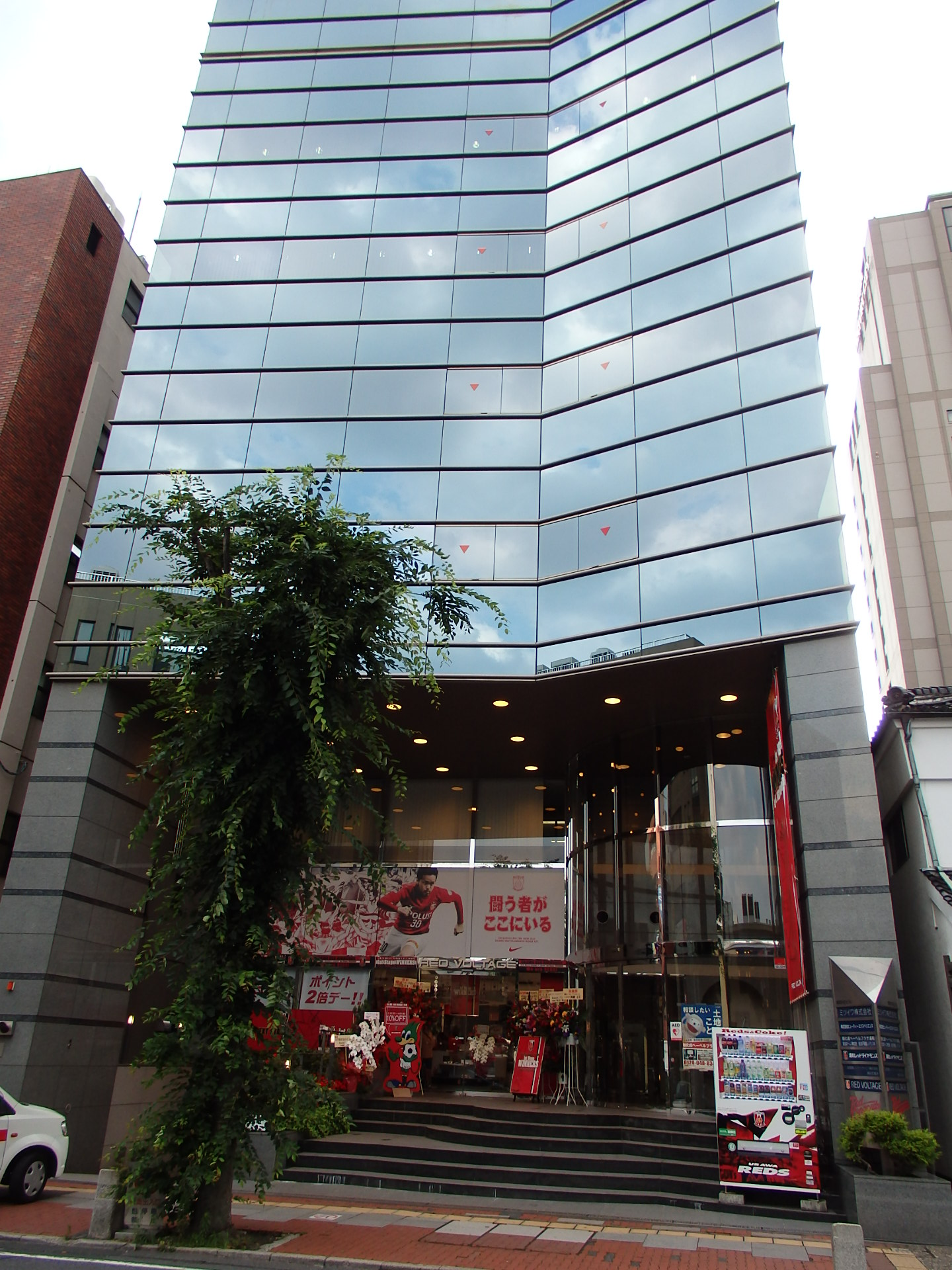
浦和区にあったオフィシャルショップ（現在は同区内で移転）「RED VOLTAGE」（2015年）

- 営業収入はチーム強化の他に事業運営の財源にも割り振られ、設備投資をはじめとした高度な地域貢献を可能にしている（参考：同年度事業運営費33億200万円）。2004年には4億5000万をかけてクラブハウスを新築。2階にサポーターズカフェを設け、1階前面には197席の練習見学スタンドを設けた。クラブはこれを地元のファンを中心にした交流拠点としてさいたま市に寄贈している。また、少年サッカーの普及事業として、各種サッカー教室の開講をはじめ、クラブトップチームの優勝賞金の一部を用具などのかたちで地元の幼稚園・小中学校・特別支援学校に寄贈するなど、独特の地域還元の手法を展開している。女子サッカーに関しては2005年2月、日本女子サッカーリーグのさいたまレイナスFCを統合し、浦和レッズ・レディースを設立。アマチュアチームに練習場を提供し、優れた選手にはプロ契約の道を開くなど、女子サッカーの普及と充実に貢献している。
- 埼玉県内における浦和レッズがもたらす経済波及効果は、年間127億円（2006年度ベース）[13][14]。そのうち、直接効果はクラブの支出68億55百万円とサポーターの交通費・飲食代21億25百万円の合計89億80百万円となり、一次波及効果は16億74百万円、二次波及効果が20億65百万円で、経済波及効果の合計は127億19百万円と算出されている[14]。これにはスカパー!（スカパー!プレミアムサービス含む）や、ケーブルテレビ等のJリーグ有料放送の視聴増加分や大画面テレビ等の購入促進効果、地元でのサッカー人気の盛り上がりに伴う消費拡大などは含まれていない。
- 特色ある事業のひとつに、主に幼稚園児、小学生を対象にした「ハートフルクラブ」の運営がある。2003年にスタートした同クラブは、元日本代表の落合弘がキャプテンを務め、コーチはOBの杉山弘一、土橋正樹、宮沢克行ら計8人を数える。毎週開催されるサッカースクールのほか、地域の幼稚園(レッズキッズサッカー)、小学校授業サポート、中学校サッカー部活動サポートなどを巡回実施し、また障害者にサッカーの場の提供を行うなど地域貢献にも力を入れている。2006年には約36000人の児童を集め、累計で10万人に達している。中学生未満の児童に対してはテクニック向上を重視せず、サッカーの楽しさやコミュニケーション育成を方針としているため、浦和レッズは競技力を重視する小学生チームを保有していない。
- Jリーグ百年構想の一環として、さいたま市桜区の14万平方メートルの敷地（元東京農業大学グラウンド）にサッカー場（天然芝2面・人工芝1面）、フットサル場（人工芝8面）、テニス場（全天候型など9面）、野球場（天然芝1面）、ラグビー場（天然芝1面）、サイクリングコース、キャンプ場を整備しており、上述のクラブハウスと併せて、これらの施設をレッズランドとして一般に開放している。現役を引退した浦和レッズの選手が指導するフットサル教室や少年サッカー教室、伊達公子がプロデュースするテニス教室なども開講し、生涯スポーツの普及に取り組んでいる。整備・建設にあたって、批判の多い公的資金の投入を極力回避していることで、このような利用者ニーズに応えた自由な設計が実現している。室内スポーツに関しても、2006年4月に隣接する浦和西体育館の指定管理者となった。クラブでは、地域に根ざしたヨーロッパ型の総合スポーツクラブを目標としている。
- そのほか、2011年3月11日の東日本大震災の復興を支援するために「東日本大震災等支援プロジェクト」に取り組み、サッカーを通じて子どもたちの心のケアに努めている。

### 国際交流
- アジアサッカー連盟が主催する2007年のAFCチャンピオンズリーグ2007（ACL）に日本代表クラブとして出場が決定して以来、「アジアを征して世界と互角に戦う強いクラブを目指す」という目標を掲げている。ACLのホームゲームには、通常予選リーグを開催する水曜は集客率が鈍いため小規模のスタジアムで開催する傾向にあるが、あえて2万人収容の駒場スタジアムではなく6万人収容の埼玉スタジアムで開催[15]。予選通過後の全ての試合を埼玉スタジアムで開催した。また、ACLの海外遠征時には、「ハートフルクラブ」の活動を遠征地でも実施し、草の根レベルでの国際交流・サッカーの普及をはかった。2008年には、前年のACL決勝の際にUAEのドバイで事前合宿をした縁で、中東では初となる「ハートフルクラブ」の活動を同地で実施した。
- 定期的にさいたまシティカップを開催し、海外のクラブチームと対戦している。
- 2006年にイギリスのテレビ番組制作会社IMGロンドンによる、世界を代表する10クラブを題材にした番組「キングス・オブ・クラブス」の対象としてノミネートされた。同番組では、他にレアル・マドリード（スペイン）、チェルシーFC（イングランド）、ACミラン（イタリア）、ボカ・ジュニアーズ（アルゼンチン）など世界的な12クラブがノミネートされ、そのうち10クラブが「トップ10」として紹介される。IMGロンドンのプロデューサー、ゲイル・ファーマーは「浦和の知名度は欧州でも高い」と話している。番組は2007年3月から、日本を含めた世界130カ国で放送された。
- 2023年、第14回グローブ・サッカー・アワード2023における『最優秀男子クラブ』の受賞候補20クラブが発表され、浦和レッズがノミネートされた。アジアからは浦和の他、アル・ヒラル（サウジアラビア）、アル・イテハド（サウジアラビア）らがノミネートされ、その他地域ではマンチェスター・シティFC（イングランド）、FCバルセロナ（スペイン）やFCバイエルン・ミュンヘン（ドイツ）などもノミネートされた。

## 歴史

### 浦和レッドダイヤモンズ発足まで
浦和市（当時）は当初、日本サッカーリーグ（JSL）1部所属の本田技研工業サッカー部を誘致し、本田技研工業狭山サッカー部と統合した新たなサッカークラブ作りを構想していた。しかし本田技研工業本社がJリーグ不参加を表明したために、JSL2部所属のNTT関東サッカー部（現RB大宮アルディージャ）の誘致を試みたがJリーグ不参加を理由に断られた。埼玉県にはJSLに所属し大きな資金協力の見込める大企業のサッカー部が他になかったため、当時プロリーグ検討委員会委員長だった川淵三郎に相談したところ、三菱自工の森孝慈を紹介された。森は当時、三菱自工内でサッカー部のプロ化に奔走していた。
三菱自工はサッカー部の活動の中心であり、本社と三菱養和SCが所在する東京都を本拠とする予定であったが、Jリーグが国立霞ヶ丘競技場陸上競技場をホームスタジアムとして認定しない方針を打ち出していたことや、江戸川区陸上競技場の客席増設や同競技場近辺の練習場確保が困難であったことからJリーグ加盟の要件を満たせず、代替候補地の選定を急いでいた。フジタ（現湘南ベルマーレ）が大神練習場を使用し活動していた神奈川県平塚市や、三菱重工サッカー部の初期の活動中心地だった兵庫県神戸市とも交渉したが、いずれも自治体から満足な協力を引き出すまでに至らなかった。
こうした浦和と三菱自工両者の経緯から生じた縁談は、堅実なチームを作っていこうという両者ビジョンの一致を軸に折り合い良く話が進み、時間を待たずに浦和レッズ誕生へと結実した。1991年、浦和レッズはJリーグ参加10団体（オリジナル10）の一つに選出された。

### 1990年代

#### 1992年 - 1994年

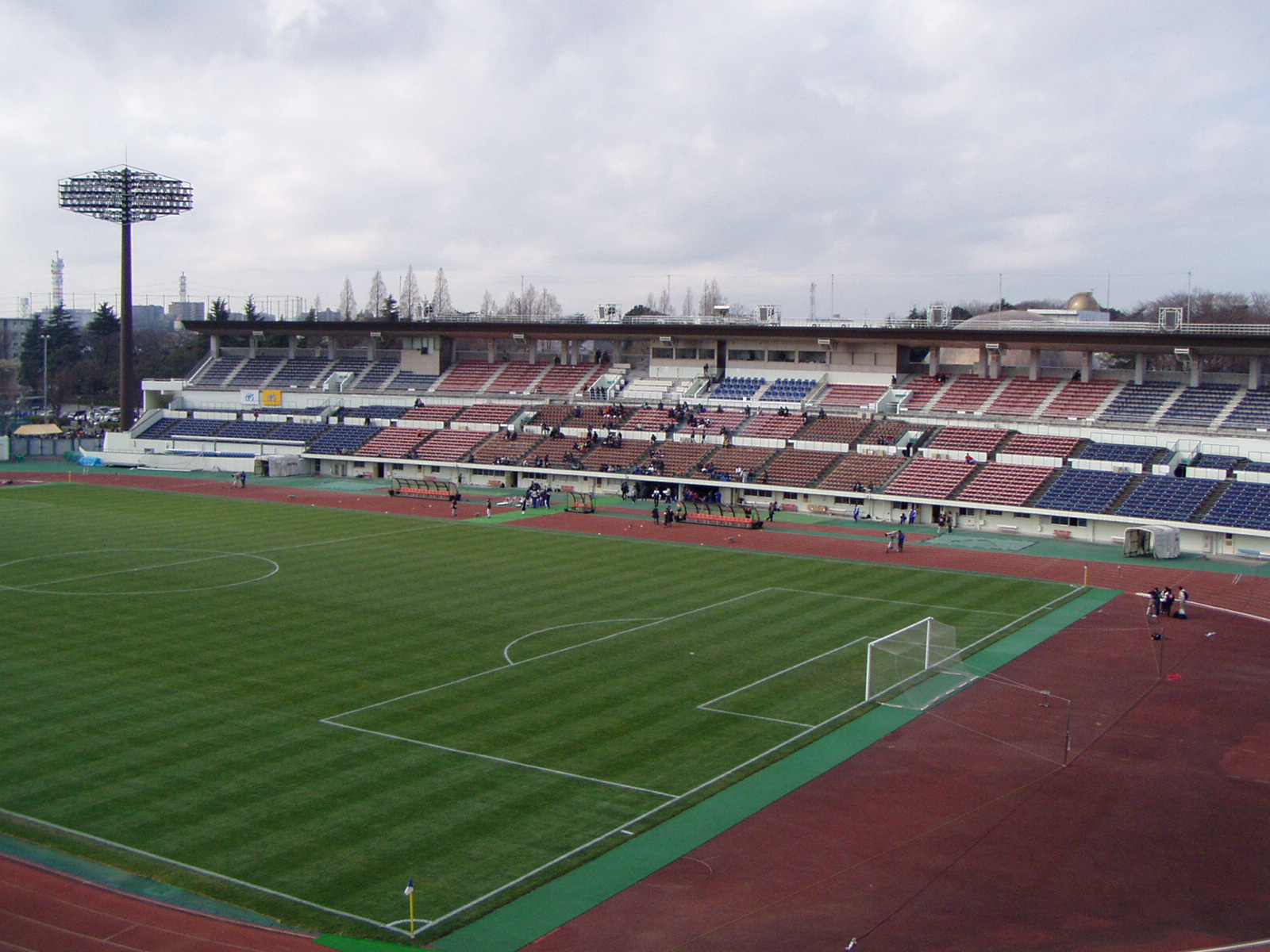
浦和駒場スタジアム（メインスタンド）

- 1992年 - Jリーグ開幕前に開催されたナビスコ杯に参加し、予選リーグを5勝4敗と勝ち越したが、予選5位で上位4クラブによる決勝トーナメントに進めなかった。また、同年の天皇杯はベスト4へ進出した。
- 1993年の両ステージ、1994年の第1ステージ（サントリーシリーズ）と3期連続最下位、年間順位でも2年連続最下位となり、1993年シーズンは両ステージともに対戦チーム（サントリーシリーズ：鹿島アントラーズ、ニコスシリーズ：V川崎）の優勝を目の前で決められた。なお、1993年シーズン終了後に当時監督の森孝慈は「3年間分負けた」と発言したほか、1993年・1994年のリーグ戦用のセカンドユニフォームのカラーは水色であったが、このユニフォームを使用した試合では2年間で1勝もすることができなかった。
- 当時の補強方針にも疑問符がついた。センターフォワードのヴィクトール・ウーゴ・フェレイラが出場4試合で解雇され、さらには攻撃の要として期待されたウーベ・ラーンが結果を残せずセンターバックにコンバートされた事はクラブの迷走を象徴するものであった。また、守備強化のためGKのミロを獲得し、ミロ自体はGKとしては活躍したものの肝心のDFは補強されなかったため、出場3試合目の名古屋グランパス戦に大敗し3連敗を喫した後に報道陣に対し「次が（自分が出場する）最後（の試合）になるかも」「もう帰りたい」とコメントするほどで、結果的にこの時期に外国人選手で活躍したのはミヒャエル・ルンメニゲだけであった。しかし、1994年のセカンドステージからギド・ブッフバルトやウーベ・バインが加入すると徐々に改善の兆しを見せていった。
- 1994年6月の第1ステージ・サントリーシリーズ後、駒場陸上競技場がJリーグ規格の15000人を下回るキャパシティ（当時約1万人収容）であり、Jリーグの勧告を受けるかたちで増築・改修を行うことを決め一時閉鎖。第2ステージ・NICOSシリーズ以後は大宮サッカー場（こちらも当時は約1万人収容でJリーグ規格外）でホームゲームを開催。
- 1994年11月19日第2ステージ・NICOSシリーズ最終節の横浜マリノス戦は、駒場陸上競技場が改修工事中だったことや、収容15,000人以上の関東のスタジアムに全て断られたことにより富山県総合運動公園陸上競技場で開催。

#### 1995年 - 1998年

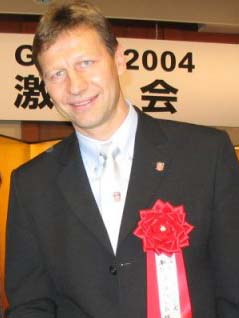
ギド・ブッフバルト。レッズOBで後にレッズの監督も務めた。

- 1995年に就任したドイツ人監督ホルガー・オジェックの下で躍進を遂げる。前年に加入した元ドイツ代表のDFブッフバルトの活躍によって守備が安定し、1995年の1stステージ（サントリーシリーズ）では3位になった。この年には創設時からの中心メンバーで、「ミスターレッズ」の愛称を持つ福田正博が日本人初のJリーグ得点王となった。
  - 同年サントリーシリーズは引き続いて大宮で主催試合を行ったが、NICOSシリーズが開幕する8月に駒場スタジアムの増築が完了し本拠地に復帰。
- その後は中位にとどまることが多くなる。背景には、三菱自工の経営不振で補強資金が減少したこともある。
- 通年シーズンであった1996年、元フランス代表のDFバジール・ボリを獲得、第22節で首位に立ったが、優勝の期待が高まる中終盤戦に勝ち星を伸ばせず最終的に6位で終了。シーズン終了後にバインが退団した。
- 1997年、攻撃的サッカーへの転換を図り新監督にホルスト・ケッペルを招聘、1stステージ終了後にボリは引退。2ndステージからは元スペイン代表のチキ・ベギリスタインを獲得した。ケッペルの戦術は全く内容が伴わず、ケッペルは僅か1年で退団。シーズン終了後にはブッフバルトが退団、移籍。
- 1998年は三菱OBの原博実監督の下、新加入の小野伸二やゼリコ・ペトロヴィッチを擁して2ndステージで3位となった。

#### 1999年
- 小野や福田、外国人選手の故障、前年に好成績を残したことにより補強はいらないというフロントの判断で成績は再び低迷。シーズン途中で経営陣は原を更迭、後任にア・デモスを迎えるが、最終戦で福田がVゴールを決めて勝利したにもかかわらず得失点差1で年間順位15位でJリーグ ディビジョン2（J2）へ降格し、「世界で一番悲しいVゴール」と呼ばれた。シーズン途中に中村忠、路木龍次、フェルナンド・ピクン、中谷勇介を獲得、また留学していたカールスルーエSCから永井雄一郎を、練習生としてアヤックスに参加していた岡野雅行を呼び戻すも結果には結びつかなかった。Jリーグトップクラスの人気チームがJ2降格という出来事はテレビや新聞、雑誌などでも特集されたシーズン終了後にベギリスタインが引退した。

### 2000年代

#### 2000年
- J2で迎えた2000年シーズンは鹿島アントラーズから阿部敏之、室井市衛を獲得するなど序盤は圧倒的な攻撃力で勝点を伸ばし首位を独走するも、中盤から終盤にかけ苦戦が続き、一時は3位に順位を落とした。この危機的状況に、急遽横山謙三をゼネラルマネージャーから総監督に昇格させて指揮をとらせた。またアジエル・デ・オリベイラ・アモリムを獲得し終盤に勢いをつけ、最終節のサガン鳥栖戦に土橋正樹の延長Vゴールで勝利して、3位大分トリニータとの勝点差わずか1ながらも2位でJ1への復帰を決めた（2000年J2最終節を参照）。

#### 2001年

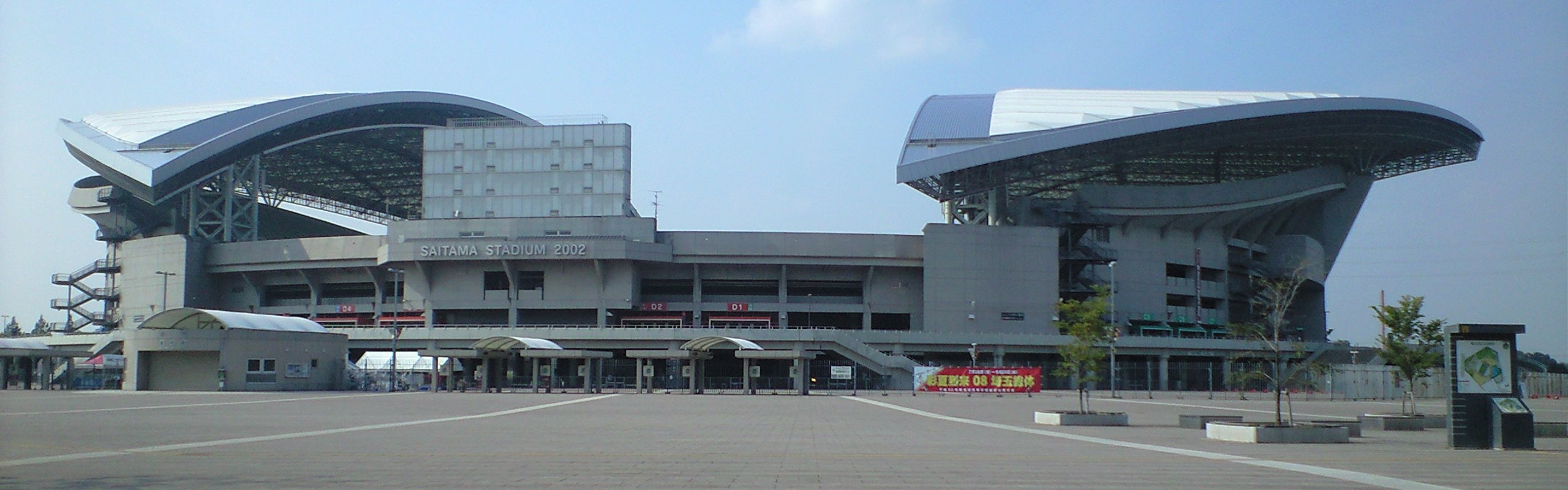
レッズのメインホームスタジアム・埼玉スタジアム2002

- それまでのヨーロッパ流サッカーからブラジル流サッカーへ路線変更を図ったが、ブラジルに強力なコネクションはなく、監督のチッタの意向で獲得したアドリアーノは全く機能しなかった。1stステージ終了後に小野伸二がオランダのフェイエノールトへ移籍、9月には岡野雅行が神戸へ期限付き移籍。川崎からエメルソンを獲得した。2ndステージも成績は振るわず、終盤2勝3分と5試合連続無敗により何とかJ1残留を果たした。
- 10月13日に埼玉スタジアム2002での杮落しの横浜FM戦が行なわれ、観客動員は当時のJリーグ記録となる60,553人とリーグ戦初の6万人試合となった。なお、埼玉スタジアムは2002年まではW杯開催に備えた芝生管理のため試合数は制限されていたが、2003年から駒場スタジアムと共にホームスタジアムとして登録された。

#### 2002年
- 森孝慈がGMとして復帰し積極的な補強を行う[20][21][22]。元日本代表監督のハンス・オフトが監督、元広島監督のビム・ヤンセンがコーチに就任し再度ヨーロッパ路線へ戻る。2ndステージは第9節まで8勝1分と無敗で首位に立っていたが、その後6連敗で8位に沈んだ。また、ナビスコ杯では決勝で鹿島に敗れ準優勝に終わったものの、クラブ創設後初の決勝進出を果たした。また、苦難の時代を長年支えてきた福田正博と、元日本代表主将の井原正巳が引退。
- 森孝慈GMの主導で、これまで教育の観点から運営してきたユース、ジュニアユース改革に着手。プロを育成するための下部組織として再出発し、翌2003年にサッカーの楽しさや心を育むことを目的とするハートフルクラブを発足させた。

#### 2003年
チームスローガン：GO ON SAILING
- 11月に再びナビスコカップ決勝で鹿島と対戦。試合は大雨の中で行われたが、4-0の快勝で前年の雪辱を果たすと同時に初タイトルを獲得した。
- J1リーグでは第2ステージの第12節で首位に立ち、2つ目のタイトルを獲得するチャンスがあったが、FWエメルソンの出場停止が響いて2連敗し、またもステージ優勝を逃した。なお、この年をもってオフトが監督を退任した。
- 前年に社長就任した犬飼基昭が、強力な選手補強やクラブハウス改築、親会社依存経営からの脱皮に手掛けた初年度でもあった。魅力あるチームづくりを背景に、埼玉スタジアム2002の利用拡大もこの年から始まった。
- 3年かけてチームを強くしようとしたオフトの方針と早期にチームを結果を求める犬飼の要求に関して大きく揉めた。その結果、オフトは、シーズン終了後に解任された。

#### 2004年
チームスローガン：速く、激しく、外連味（けれんみ）なく　REDS GO MARCHING ON
- 清水から三都主アレサンドロを獲得、岡野雅行が神戸より復帰。
- 浦和OBのギド・ブッフバルトが監督に就任し、ヘッドコーチにゲルト・エンゲルスを迎える。ナビスコ杯は決勝でFC東京に敗れたが、第2ステージでは首位を快走。11月20日の試合では名古屋に1-2で敗れたものの、G大阪が0-2で横浜F・マリノスに敗れたため2試合を残して地元・駒場で悲願のステージ優勝を決め、翌年より1シーズン制となるためこの年が最後となるサントリーチャンピオンシップ出場権を獲得した。ステージ勝点37は15試合制ステージにおけるJリーグ最多勝点記録であった。
- 駒場で行なわれたこの試合では、新聞紙290年相当分（約20トン）の紙吹雪を試合開始前に散らすという「史上最大の紙吹雪作戦」が展開された。
- 12月5日・12日に開かれたサントリーチャンピオンシップでは、第1戦は横浜に0-1で敗れるも第2戦にアレックスのFKにより1-0で勝利し延長戦に突入。延長でも決着がつかずPK戦までもつれた末惜敗。初の年間優勝を逃したが、1st・2ndステージを合わせたリーグ戦年間総合成績では初めて1位となった。
- 入場料収入が19億5800万円と20億円に迫る拡大を見せる中で、クラブはグッズの開発に取り組み始めた。グッズの売り上げは、初のステージ優勝効果もあって2002年の4億4100万円が、10億8600万円と2.5倍まで急増した。

#### 2005年
チームスローガン：速く、激しく、外連味なく　〜TAKE OFF TOGETHER NOW !〜

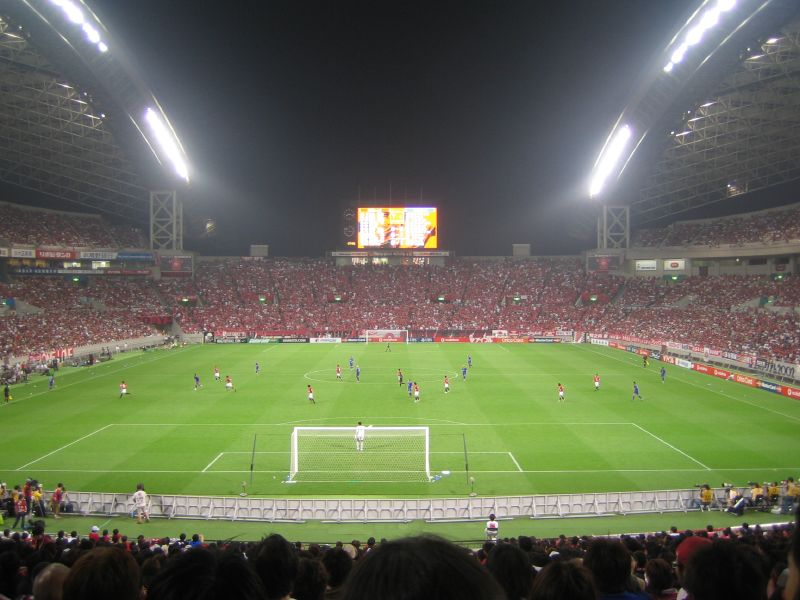
Vodafone CUP 対マンチェスター・ユナイテッド
2005年7月30日

- 開幕直前に山瀬功治が横浜FMへ移籍、シーズンの前半でエメルソンがカタールリーグのアル・サッドへ完全移籍し、リーグ戦は最初の8試合でわずか1勝（4分3敗）しかできず最下位も味わい、スタートダッシュに失敗。それでも途中からMFロブソン・ポンテや元クロアチア代表FWマリッチを補強して最終節まで優勝争いに加わり、優勝したG大阪と勝点差1の勝点59で2年連続の年間2位となった。得点は82得点のG大阪に次ぐ65得点。更にリハビリから復帰した坪井慶介や2年連続Jリーグベストイレブンに選ばれた闘莉王とシーズン絶好調だった内舘秀樹、急成長した堀之内聖らの活躍でリーグ最少失点の37失点と、前半戦の苦しい戦いから見れば上々といえる内容であった。天皇杯はマリッチが5試合6得点と全試合で得点をあげる活躍などにより、Jリーグ発足後初（前身の三菱重工時代を含めると25年ぶり5回目）の優勝を飾り、2007年のAFCチャンピオンズリーグ出場権を獲得した。なおこの年には香港で行われたフィリップス・ライティング国際7人制サッカー大会で優勝した。
- 2005年2月にさいたまレイナスFCを母体として女子チーム「浦和レッドダイヤモンズ・レディース」が発足。7月、レッズランドが仮オープンした。
- 2005年度より損失の補填を補償する三菱自工との契約を解消。地域との結びつきを強めるための増資計画が公表されたが、2009年4月の時点で増資の予定は無いとリリースした[23]。

#### 2006年
チームスローガン：RAISE YOUR SPIRITS!　〜速く、激しく、外連味なく〜
- 東京Vを契約満了となったFWワシントンとMF相馬崇人を完全移籍で、C大阪からFW黒部光昭を2007年1月1日までの期限付き移籍（レンタル元は京都）で獲得、更にフェイエノールトから小野伸二が2001年以来約5年ぶりに復帰した。
- FUJI XEROX SUPER CUPはG大阪に3-1で勝利し、初めて同タイトルを獲得（前身の三菱重工時代にスーパーカップで3度優勝）。また、ホーム開幕戦の磐田戦に勝利したことによりクラブ史上初めてリーグ戦の通算成績が勝ち越しとなった。5月にはフィリップス・ライティング国際7人制サッカー大会に全勝で優勝、前年に続く2連覇を達成した。
- ホーム開幕戦で初期のJリーグを含めJ1主催試合観客動員数が500万人を突破した。これはJリーグ加盟クラブ初。
- 前年はスタートダッシュの失敗が結果的にリーグ優勝を逃す要因となったが、この年は開幕から好調を維持して着実に勝点を積み上げ、第3節以降は常に3位以内をキープすると、更に第22節から6連勝して第25節に首位に立ってからは1度も明け渡す事はなかった。最終節は2位のG大阪とリーグ優勝をかけた直接対決で、3点差以上で敗北しない限り優勝という絶対的優位な条件の中で、先制されながらもポンテの同点ゴールとワシントンの2ゴールの活躍で3-2で制し初のJリーグ優勝を果たす[注 5]。J2降格経験チームのJリーグ年間王者は史上初である。
- リーグ戦でのホームゲームでは15勝2分とJリーグ史上初のシーズンホームゲーム無敗を達成。また、優勝を決めた最終節の観客動員は62,241人と当時のJ1リーグ戦最多記録となった[注 6][24]。
- 天皇杯では決勝でG大阪を1-0で下してJリーグ開幕後初の天皇杯連覇を達成。同時にJリーグ優勝と天皇杯優勝の2冠を達成し、2008年度のAFCチャンピオンズリーグ出場権を獲得した。なお、選手・監督としてチームの発展に貢献したブッフバルトがこの試合を最後に監督を退任した。
- クラブとファンが一緒になって優勝を目指す「ALL COME TOGETHER! 共に闘い、共に頂点へ」の活動が10月にスタート。社長は藤口光紀に交代した。
- シーズン終了後、三都主アレサンドロがオーストリア・ブンデスリーガのレッドブル・ザルツブルクへ期限付き移籍。

#### 2007年
チームスローガン：Sing out Together Heartily

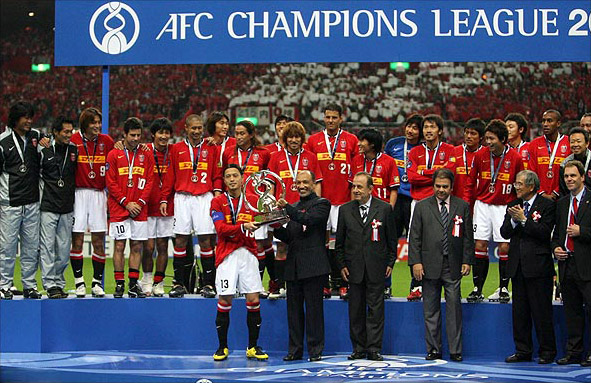
AFCチャンピオンズリーグ2007でクラブ史上初のアジア制覇を達成。

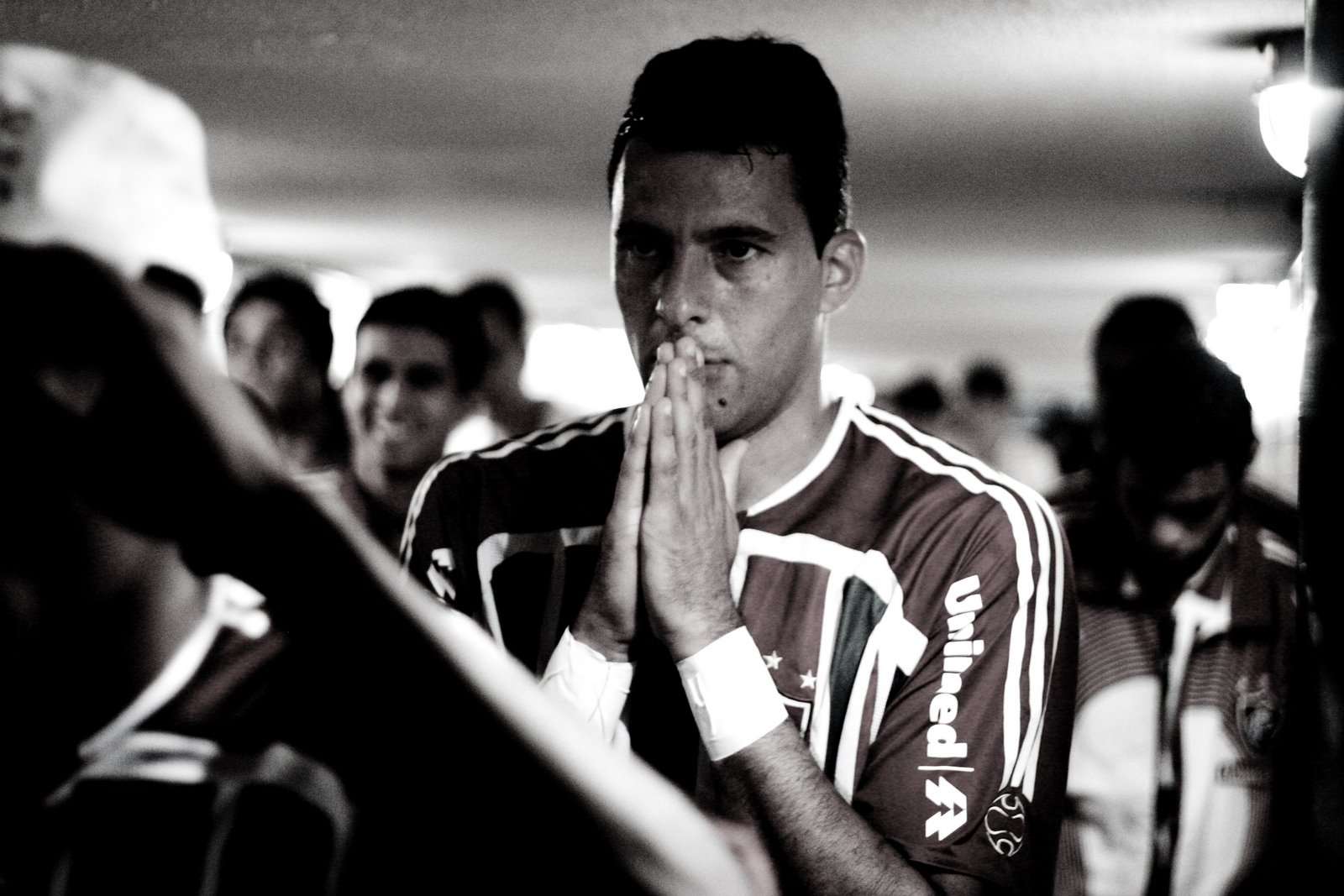
2006年にJ1リーグ得点王を獲得したワシントン。

- 国際サッカー連盟の技術部長となっていたオジェックが11シーズンぶりに監督に復帰した。
- 千葉から阿部勇樹を完全移籍で獲得。
- 開幕前にオーストリアのザルツブルクで行われたBulls Cupに出場。これは現地のオーストリア・ブンデスリーガに属するレッドブル・ザルツブルク主催によるイベント色が濃い国際大会であり、ドイツのバイエルン・ミュンヘンも出場した。45分の試合を総当りで3試合行う形式で実施され、レッズはザルツブルクに1-3、バイエルンに0-3と敗戦した。
- FUJI XEROX SUPER CUPはG大阪に敗退。3月3日の開幕戦で前年J2優勝の横浜FCに2-1で勝利して2001年のJ1復帰以降初めて開幕戦で勝利した。
- 3連覇を目指した5月のフィリップス・ライティング国際7人制サッカー大会は準々決勝で敗退した。
- 初出場となったAFCチャンピオンズリーグはグループ1位で決勝トーナメントに進出。準々決勝で前回王者の全北現代（韓国）、準決勝で城南一和(韓国）に勝利し、現行の大会となって以降ではJクラブ初の決勝進出を果たす。決勝ではセパハン（イラン）に1勝1分で日本のクラブとして初めてAFCチャンピオンズリーグを制覇した[注 7]。グループリーグから決勝まで1度も負けなしで優勝した事は大会史上初。なお、優勝によってFIFAクラブワールドカップ2007にアジア代表として参戦することが決定した。
- Jリーグでは2位以下に最大勝点差10をつけて首位にいたが、ACL優勝後に過密日程にも苛まれて失速。33節には2人も退場者を出したにも関わらず2位鹿島との直接対決にも敗れ、勝点差1の首位で最終節を迎えた。闘莉王を出場停止で臨まなければならなくなった最終節では最下位で既に降格の決まっていた横浜FCと対戦し阿部が左サイドで三浦知良に振り切られた挙句、試合前まで2ゴールしか挙げられなかった根占真伍にゴールを奪われてこれが決勝点。0-1と敗戦し勝点差1の鹿島が勝利した為連覇を逃し2位で終了した[注 8]。
- 天皇杯は初戦で愛媛FCに敗れ、天皇杯3連覇とはならなかった。
- クラブワールドカップでは準々決勝（初戦）でセパハンに勝利。準決勝はACミラン（イタリア）に敗北したが、3位決定戦でエトワール・サヘル（チュニジア）にPK戦で勝利し3位の成績[注 9]。
- 12月22日にACL優勝パレードが予定されていたが、Jリーグ連覇を逃した事もあり中止になった。しかし、ACLやクラブワールドカップでの躍進が評価され、Jリーグクラブで初となる日本プロスポーツ大賞を受賞した。

#### 2008年
チームスローガン：GO FORWARD HAND IN HAND
- 2008年シーズンに向けて、オフにはブンデスリーガ・フランクフルトから高原直泰、大分から梅崎司、新潟からエジミウソン、レッドブル・ザルツブルクから三都主アレサンドロが復帰と大型補強を敢行し、さらに福田正博がコーチとしてチームに復帰することになった。
- 万全を期して臨んだシーズンであったが、開幕早々に連敗したことを受けてオジェックを解任し、コーチだったゲルト・エンゲルスが監督に昇格することとなった。監督交代後はセンターバックが本職の闘莉王をトップ下に起用するという奇策などで上位へと駆け上がり前半戦を首位で折り返すも徐々に失速、J1第33節のG大阪戦で黒星を喫してリーグ優勝の可能性が消滅。翌日には名古屋が札幌に勝利したためシーズン4位以下が確定して3年連続のACLの出場権も逃し、最終節で横浜に1-6と大敗して最終順位は7位となった。
- ACLは準々決勝から登場し[注 10]、アル・カーディシーヤ（クウェート）には2試合合計4-3で競り勝ち準決勝進出するも、準決勝でG大阪に2試合合計2-4で敗れACL連覇はならなかった。また、ナビスコカップや天皇杯でも上位進出できずに5年ぶりに無冠でシーズンを終えることが確定し、エンゲルスはシーズン終了後に監督を退任した。

#### 2009年
チームスローガン：Devotion to URAWA

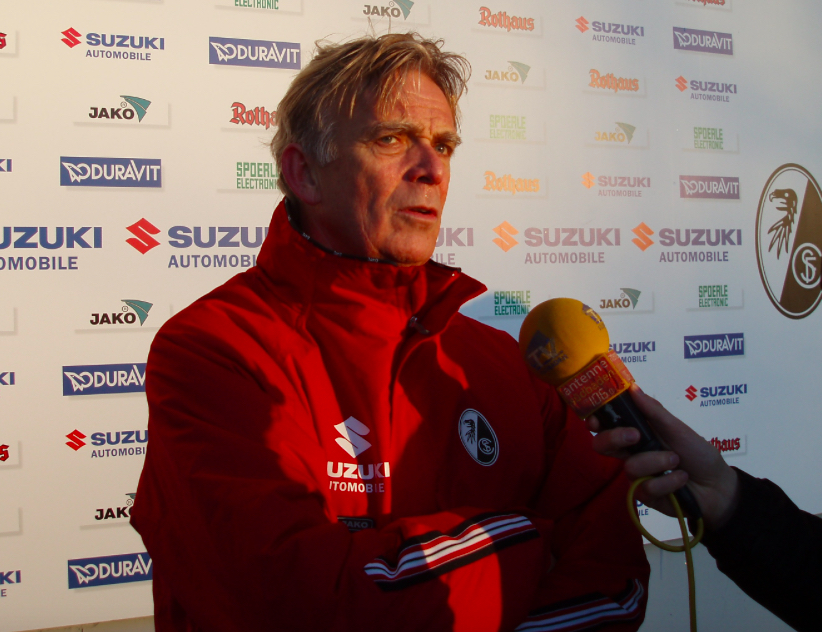
フォルカー・フィンケ。

- 監督にフォルカー・フィンケが就任。ディフェンスラインを3バックから4バックへと移行し、リアクションサッカーからポゼッションサッカーへの移行を図った。また、新しいチーム統括責任者として元横浜FC監督の信藤健仁のチームダイレクター（TD）就任が発表された。
- 内舘秀樹が引退、岡野雅行や相馬崇人が退団（その後、岡野はTSWペガサスへ、相馬はCSマリティモへ加入）、永井雄一郎が清水に完全移籍した一方、レンタル移籍から復帰した赤星貴文、大卒新人の野田紘史、ユースから昇格の原口元気（飛び級昇格）、山田直輝、高橋峻希、濱田水輝、永田拓也と若手選手を獲得した（赤星は山形に、野田は岡山にシーズン途中でレンタル移籍）。
- 4月に行われた定例取締役会において、2006年シーズン途中から社長を務めていた藤口光紀が2008年のホルガー・オジェックの監督解任に端を発したクラブの成績不振の責任を取り、任期を残しながらも社長を退任した。後任に三菱自動車工業元常務取締役の橋本光夫が就任した。
- ユースから昇格した若手選手を積極的に起用し、序盤は一時首位に躍り出るなど好調を維持し前半戦を鹿島に次ぐ2位で折り返した。しかし、7月にリーグ戦14連敗を喫していた大分に0-1で敗戦したのをきっかけに、9月の山形戦に勝利するまで公式戦8連敗を喫するなど大失速し、その後は持ち直したものの最終的にリーグ戦は6位に終わった。
- 天皇杯は2回戦で、長野県代表の松本山雅FCに敗戦した。

### 2010年代

#### 2010年
チームスローガン：KEEP REDS ON！
- 三都主アレサンドロ及び田中マルクス闘莉王が名古屋へ完全移籍[25]、近藤徹志が岡山へ完全移籍、橋本真人が栃木SCへ期限付き移籍、2009年シーズンから草津へ期限付き移籍していた小池純輝が水戸へ完全移籍、山形へ期限付き移籍中の赤星貴文が契約満了に伴い退団、野田紘史の岡山への期限付き移籍が延長された。
- 2009年シーズン途中から特別指定選手としてトップチームに登録していた流通経済大学の宇賀神友弥が新卒選手として正式に加入し、2009年シーズンから水戸へ期限付き移籍していた高崎寛之が復帰した。また、広島から柏木陽介を完全移籍で、ドイツ・1.FCニュルンベルクからマシュー・スピラノビッチを、ドイツ・1.FCケルンからウィルフリード・サヌを期限付き移籍で獲得した。
- 2008年12月からチームダイレクターを務めていた信藤健仁が体調不良を訴え、その後の検査で甲状腺の機能に障害があることが判明し、治療が必要と診断されたことにより、2009年限りで同職を退任。後任に、初代浦和キャプテンの柱谷幸一が2010年1月1日付でゼネラルマネージャー(GM)に就任した。
- リーグ戦は序盤こそ上位に食い込んだが、前年同様夏場に失速し10位に終わった。また、ナビスコカップはグループリーグ敗退、天皇杯はベスト8で敗退とこの年もタイトル獲得はならなかったため、シーズン終了後にフィンケ監督を始め6人中5人のコーチが退任した。

#### 2011年
チームスローガン：TOGETHER FOR THE GOAL
- 監督に浦和OBのゼリコ・ペトロビッチが[26]、コーチにアドリエ・ボヘルスがそれぞれ就任した。ボヘルスの就任はペトロビッチ監督が希望した[27]。
- ロブソン・ポンテが退団、永田拓也がレンタル移籍で、林勇介が完全移籍で草津に移籍、前年草津にレンタル移籍していた西澤代志也が栃木SCに、栃木SCへ期限付き移籍していた橋本真人がV・ファーレン長崎へ完全移籍、細貝萌がブンデスリーガ1部のバイエル・レヴァークーゼンに完全移籍（その後ブンデスリーガ2部のFCアウクスブルクにレンタル移籍）、サヌはレンタル移籍期間満了に伴い1.FCケルンに復帰した。湘南に期限付き移籍していた都築龍太は契約を更新せず[28]、都築は1月27日に引退を表明した[29]。引退セレモニーは8月6日の予定であったが[30]、8月24日に延期された[31]。
- 補強は新潟からマルシオ・リシャルデス、永田充を、徳島から青山隼を獲得、サンパウロFCからマゾーラを期限付きで獲得、堤俊輔、野田紘史がレンタル移籍より復帰、レンタル移籍だったスピラノビッチは完全移籍となった。
- 6月29日にエジミウソンがアル・ガラファへ完全移籍[32]、7月14日に堤が栃木SCへ期限付き移籍[33][34] したが、7月2日にデスポトビッチが加入した[35]。
- タイトル獲得を目指して大型補強を敢行したものの、この年は序盤から一時降格圏内に転落するほど低迷し、9月12日にクラブは柱谷GMの契約解除と山道守彦の強化部長就任を発表[36]。さらに第29節で大宮に敗れ降格圏に順位を落としたことで、10月20日にペトロビッチ監督とボヘルスコーチを解任[37]、後任の監督にユース監督の堀孝史が、コーチにはユースコーチの天野賢一がそれぞれ就任した[38]。ヴァンフォーレ甲府との残留争いの末、最終節で15位が確定して残留を決めた。なお、リーグ戦で10得点以上を記録した選手が現れなかったのは2005年シーズン以来6年ぶりである。
- その一方でナビスコカップは1回戦から順調に勝ち上がって7年ぶりに決勝へ進出したが[注 11]、決勝で延長戦の末鹿島に敗れ準優勝。なお、4得点を挙げたデスポトビッチが大会得点王となった。
- 従来どおり埼玉スタジアムと駒場スタジアムの2箇所を登録上の本拠地としているが、駒場はトラック改修工事のため使用せず、ホームゲームは全試合（リーグ戦・ナビスコ杯とも）埼玉で開催した。駒場で1年を通して試合が組まれないのは1992年のJリーグカップを除けばJリーグ発足後初である。

#### 2012年
チームスローガン：REDS 020th We stand beside you forever always

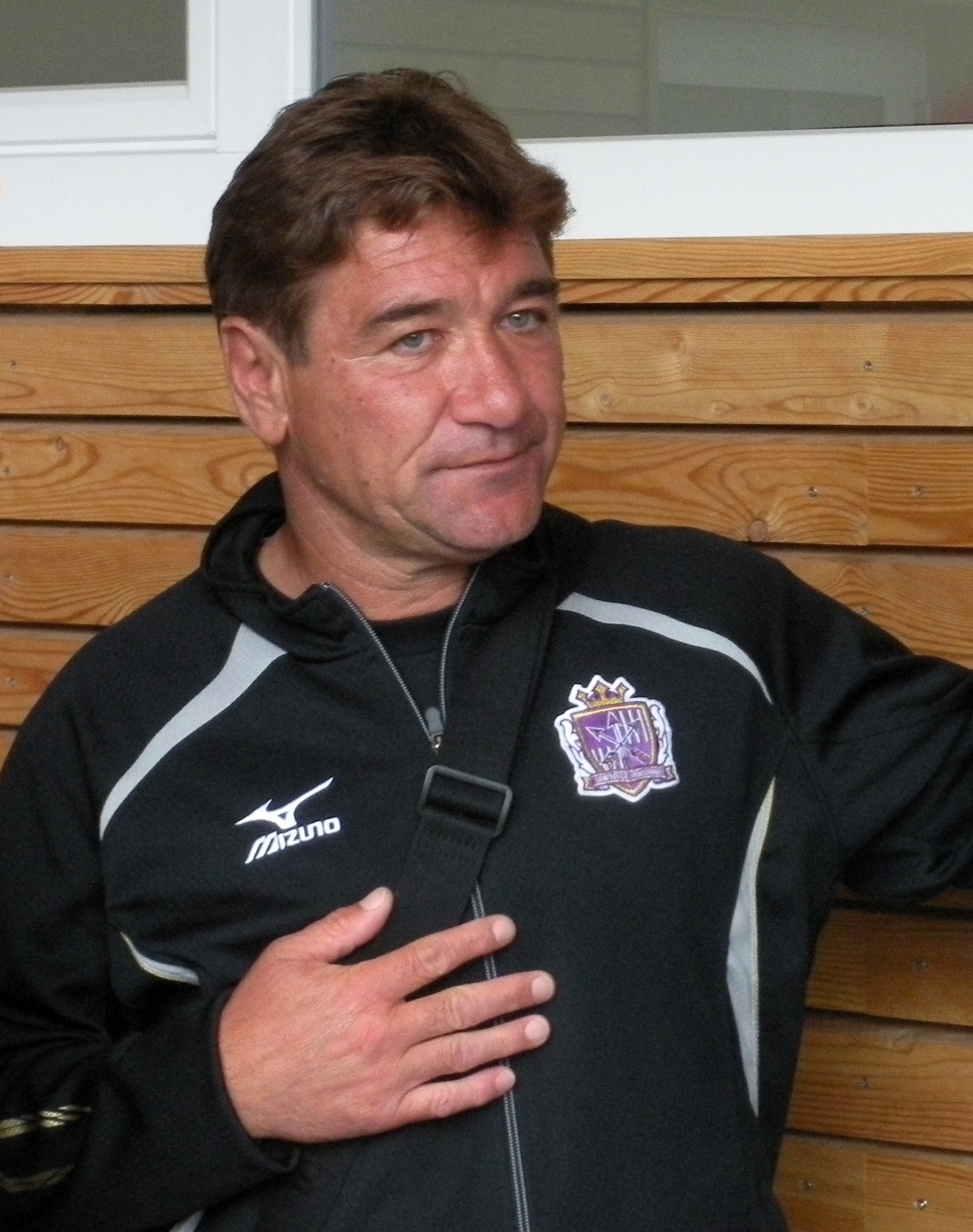
2012年から5年半チームを率いたミハイロ・ペトロヴィッチ

- 監督に広島元監督のミハイロ・ペトロヴィッチが就任。堀はトップチームのコーチに就任。広島時代にペトロヴィッチの通訳を務めた杉浦大輔がコーチに就任[39]。昨シーズンにコーチを務めた広瀬治がトップチームのコーチを退任し、ユースチームのコーチに就任。
- マゾーラがレンタル移籍期間満了、栃木SCにレンタル移籍していた堤俊輔が福岡へ、高崎寛之が甲府へ、堀之内聖が横浜FCへ完全移籍し、原一樹が京都へ、青山隼が徳島へレンタル移籍。草津にレンタル移籍している永田拓也の移籍期間も延長された。さらにシーズン途中にスピラノビッチがカタールのアル・アラビ・ドーハへ完全移籍し、高橋峻希が千葉、エスクデロ・セルヒオ[注 12] がKリーグのFCソウルへそれぞれレンタル移籍した。
- 新加入選手としてブンデスリーガ・1.FCケルンから広島時代にペトロヴィッチ監督のもとでプレーしていた槙野智章をレンタル移籍で、神戸からポポを、レスター・シティFCから元浦和の阿部勇樹を完全移籍で獲得。
- 5月15日、運営会社の名称を「株式会社三菱自動車フットボールクラブ」から「浦和レッドダイヤモンズ株式会社」へ改称[40]。
- 6月1日、さいたま市駒場スタジアムの命名権を取得（スタジアム名称は「浦和駒場スタジアム」に。ただし補助競技場＜球技専用＞については「浦和レッズハートフルフィールド駒場」に改める）。なお、Jリーグクラブがスタジアムの命名権を取得したのは初めて。
- 開幕戦こそ広島に敗れるも、前半戦は前年とは対照的に順調に勝点を積み上げて8勝6分3敗で勝点30の3位で折り返した。その後はJ2降格が決まった直後の札幌や、下位に低迷していたG大阪に敗れるなど取りこぼしも目立ったが、最終戦で名古屋に勝利して3位でシーズンを終え、2008年シーズン以来5年ぶりにACL出場権を獲得した。なお、最終節での勝利はリーグ優勝を決めた2006年シーズンのG大阪戦以来6年ぶりとなった。
- 8月4日に開催されたFC東京戦で、Jリーグ史上初となるリーグ戦におけるホームゲーム累計観客動員数が1000万人を突破。また、最終戦での勝利によって7チーム目となるJ1リーグ戦通算300勝を達成した。

#### 2013年
チームスローガン：REDS TAKE A STEP FORWARD
- ペトロヴィッチ体制2年目。
- 田中達也が新潟へ、ポポが神戸へ完全移籍。また、期限付き移籍中の原一樹、エスクデロ・セルヒオ[注 12]、青山隼がそのまま完全移籍。また、濱田水輝が新潟へ期限付き移籍（2014年1月31日まで）し、千葉に期限付き移籍している高橋峻希の移籍期間が2014年1月31日まで延長された。
- 前年に1.FCケルンからレンタルで加入した槙野智章が完全移籍となり、広島から森脇良太、仙台から関口訓充、鹿島から興梠慎三、柏から那須大亮をそれぞれ完全移籍で獲得。明治大学から阪野豊史が加入した。また、草津へ期限付き移籍していた永田拓也が復帰した。
- 開幕戦で前年王者の広島に勝利し、2008年から続いていた開幕戦の連敗を止めてクラブ史上初のアウェイゲームでの開幕戦勝利を達成。その後は開幕6試合負けなしと序盤から好調を維持し、コンフェデレーションズカップによるリーグ戦中断までの時点では、横浜FMと勝点27で並び得失点差で上回る2位で、首位を独走していた大宮と勝点差5の状態だった。前半戦最終2戦でリーグ戦2度目の連敗を喫し9勝4分4敗で勝点31の4位で折り返す。第19節終了時に3位に再浮上して以降、終盤まで3位と2位を行き来するかたちで、第22節広島、第24、31各節横浜FM首位に3度までも勝点差1まで迫り優勝争いに絡んだものの、いずれもその次の試合で敗れ再び差を広げられるなど勝負弱さを露呈。33節で鳥栖に敗れた時点で優勝の可能性が消滅し、最終節でもC大阪に2-5で大敗し同シーズンリーグ戦初の3連敗、かつ最終4節未勝利で6位に後退、ACL出場権を逃した。興梠慎三、柏木陽介、原口元気の1トップ2シャドーを中心とした攻撃陣は、リーグ1位の66得点をマークする等力を発揮した一方、可変フォーメーションの3バックのうちサイドバックに位置する森脇と槙野が積極的に攻撃参加する為、カウンターの対策が脆弱だった事もあり守備陣は終盤5試合で16失点を喫する等でリーグ12位タイの56失点と脆さを露見させ、この攻守のバランスの悪さが勝ちきれない試合を多く生み出し失速した要因になった。
- リーグ戦同様カップ戦でも勝負弱さを露呈し、5年ぶりの出場となったACL2013では3勝1分2敗の勝点10という成績であったが、同勝点の全北現代（韓国）との直接対決の成績で1分1敗と下回ったためグループリーグ敗退。天皇杯では主力を温存した結果3回戦で山形に敗退し、ナビスコカップは2年ぶり5回目の決勝進出を果たしながら柏に0-1で敗れ準優勝と、国内三冠も射程圏内でありながら結局無冠でシーズンを終えることとなった。
- 5月11日に開催されたホームの鹿島戦は、目前に控えていたJリーグ開幕20周年を記念して「Jリーグ20thアニバーサリーマッチ」として開催された[注 13]。
- 3月30日のアルビレックス新潟戦で、マルシオ・リシャルデスがチームのJ1通算1000ゴールを決めた。また、10月27日の柏戦で山田暢久がJリーグ通算500試合出場を達成した。

#### 2014年
チームスローガン：REDS-FULL of LIFE！
- ペトロヴィッチ体制3年目。
- 山田暢久が契約満了（現役を引退）。永田拓也が横浜FCへ、野田紘史が長崎へ、千葉に期限付き移籍中の高橋峻希が神戸へ完全移籍。また、野崎雅也が福岡へ、大谷幸輝が北九州へ、小島秀仁が徳島へ期限付き移籍し、長崎へ期限付き移籍している岡本拓也の移籍期間が延長された。
- 大宮から青木拓矢、広島から西川周作、イングランド・プレミアリーグのサウサンプトンFCから李忠成を完全移籍で獲得し、ユースから関根貴大が昇格した。また、新潟に期限付き移籍していた濱田水輝が復帰した。
- ホーム開幕戦となった第2節鳥栖戦で、ホームゴール裏出入り口に「JAPANESE ONLY」（日本人に限る）という、人種差別の横断幕が掲げられ、チーム運営会社も、その試合終了後まで当該横断幕を撤去できなかった。これに対し、Jリーグから第4節清水戦を、Jリーグ開幕以後史上初のホームゲーム無観客試合で行うという制裁処分が下された。

- 序盤は前述のトラブルによる混乱もあり、5試合を消化した時点で2敗を喫する等やや躓いたものの、その後はクラブ新記録となる4試合連続完封を記録するなど強固な守備を武器に一気に調子を上げ、ペトロヴィッチ体制となって初めて首位で2014 FIFAワールドカップによる中断期間を迎えた。中断期間明け後も記録は続き、7月23日には当時のJ1新記録となる7試合連続完封を達成した。(その7年後2021年に名古屋が9試合連続完封で更新）
- 5月25日、原口元気がドイツ・ブンデスリーガのヘルタ・ベルリンへ完全移籍。6月16日には山岸範宏の山形への期限付き移籍と、岩舘直の水戸から期限付き移籍での加入が発表された。
- 10月6日、ペトロヴィッチ監督との契約を更新した。浦和レッズの監督としては、クラブ史上最長となる4シーズン目を迎える事になる。
- 10月22日、第29節甲府戦でJリーグ初となる公式戦通算1000試合を達成するも、観客動員数は1万9977人で、埼玉スタジアム2002が2001年に開業して以来初めて、1試合の観客動員数が2万人を下回った。
- リーグ戦は、中断後も好調を維持し、一時は2位と勝点差7をつけて首位に立つものの、前年同様終盤に失速。当時12ゴールと得点源だった興梠が第30節の鹿島戦で負傷し、第32節の勝てば優勝決定という大一番となった、勝点差5の2位G大阪との直接対決は引き分けても優勝に大きく近づく状況だったにも関わらず勝って優勝を決めようとして終盤の2失点で敗れた。そればかりか、ペトロヴィッチが鹿島戦で負傷したにも関わらず興梠を3枚目の交代に使用した事で右腓骨骨折を更に悪化させてしまう。続く第33節鳥栖戦では後半アディショナルタイムのラストプレーで途中出場の小林久晃に同点ゴールを決められて痛恨の引き分け、G大阪に首位を明け渡す。最終節名古屋戦では、試合開始早々に槙野のゴールで先制するも、後半にセットプレーで牟田雄祐に押し込まれ同点に追いつかれる。そして3枚目の交代枠に不整脈から復帰したばかりの鈴木を投入すると、自陣でその鈴木のパスミスによるカウンターから永井謙佑に決勝弾を決められて逆転負け。G大阪が既に最下位でのJ2降格が決まっている徳島に引き分けたにも関わらず西川がGKのJ1年間完封試合数の記録を16に更新した（それまでの記録は93年V川崎の菊池新吉、09年FC東京の権田修一が記録した15）甲斐も空しくACLを制した2007年に続き逆転で優勝を攫われた。
- ヤマザキナビスコカップは、グループリーグを首位通過したものの、準々決勝で広島と2引き分け、アウェイゴールルールにより敗れた。天皇杯は、3回戦で群馬に1-2で敗れ、前年の山形に続きJ2相手に敗戦を喫した。
- 12月13日、天皇杯でG大阪が優勝したことにより、FUJI XEROX SUPER CUP2015へ繰り上げで出場が決定。

#### 2015年
チームスローガン：WE BELIEVE in REDS
- ペトロヴィッチ体制4年目。
- 坪井慶介が湘南に、加藤順大が大宮にそれぞれ完全移籍、山田直輝が湘南に、阪野豊史が栃木にそれぞれ期限付き移籍、山形に期限付き移籍していた山岸範宏は完全移籍した。また、関口訓充（その後C大阪へ移籍）、マルシオ・リシャルデス、福岡に期限付き移籍していた野崎雅也がそれぞれ契約満了により退団した。
- 柏から橋本和、仙台から武藤雄樹、清水から高木俊幸、大宮からズラタン、広島から石原直樹、FC東京から加賀健一が完全移籍で加入、小島秀仁は徳島から岡本拓也は長崎から復帰水戸から期限付き移籍中の岩舘直は移籍期間を延長した。
- 指宿キャンプ中、この年から新設されたJリーグ・スカパー! ニューイヤーカップ鹿児島ラウンドに出場し初優勝を飾った。
- リーグ戦1stステージでは、開幕戦で湘南に3-1で勝利し、その後も一度も負けることなく順調に勝点を伸ばすと、6月3日の柏戦でJ1新記録となる開幕14試合連続無敗を達成。そして、第16節で神戸に引き分け史上初の無敗優勝を決めた。無敗記録は最終的に、7月19日に2ndステージ第3節の広島とのホーム戦で敗れるまで続き、開幕19試合連続無敗となった。
- その一方で、4度目の出場となったAFCチャンピオンズリーグ2015では、初戦で水原三星に1-2で逆転負けを喫すると、その後3連敗と全く結果を残せず、5戦目も敗れて最下位でのグループリーグ敗退となった。
- 2ndステージは最終的に9勝4敗4引き分けとなり、年間成績ではサンフレッチェ広島に勝点2及ばず勝点2位となったため、チャンピオンシップには準決勝から挑むこととなった。準決勝のガンバ大阪戦は1-1の同点で延長に突入したが、延長後半に2点を奪われ3-1で敗戦、年間順位3位でシーズンを終えることとなった。
- ナビスコカップでは、準々決勝で、新潟と対戦し、1回戦は0-5と大敗し、2回戦は3-0で勝利したものの、トータルスコアでは3-5で敗れ、2年連続ベスト8で敗退となった。
- その一方で、天皇杯は順調に相手を撃破し、9年ぶりの決勝進出を果たすものの、決勝のガンバ大阪との対戦では先制を許した後、興梠のゴールで追いつき1-1で前半を折り返す。しかし、後半に勝ち越しを許し1-2で敗れ、9年ぶりの優勝を果たせなかった。

#### 2016年
チームスローガン：Beating Heart Together!
- ペトロヴィッチ体制5年目。
- 鈴木啓太が引退、阪野豊史、茂木力也が愛媛、斎藤翔太が水戸、岡本拓也が湘南に期限付き移籍、山田直輝、矢島慎也の期限付き移籍期間が延長した。
- 湘南から遠藤航、FCアスタナからブランコ・イリッチ、京都から駒井善成、高卒の伊藤涼太郎を獲得。また1.FCケルンから長澤和輝を完全移籍で獲得すると同時に千葉への期限付き移籍が発表された。期限付き移籍だった岩舘直が完全移籍に移行した。
- 6月27日福島春樹の鳥取、7月6日橋本和の神戸への期限付き移籍が発表された。
- AFCチャンピオンズリーグ2016ではグループHに入り、前年の王者広州恒大と1勝1分けとするなど2勝3分け1敗のグループ2位で決勝トーナメントに進出。決勝トーナメント1回戦ではペトロヴィッチの広島時代に所属した高萩が所属していたFCソウルと対戦し、さいたま市での1stレグでは宇賀神友弥のゴールで1-0で先勝、ソウルワールドカップ競技場での2ndレグではキャプテンとしてAFC U-23選手権2016優勝に貢献した遠藤が自陣ペナルティーエリア付近でアドリアーノに奪われるミスを犯しデヤン・ダミヤノヴィッチにゴールを奪われ90分終了時0-1となり延長戦に突入。延長戦では李の2ゴールで一旦は勝ち越すもアディショナルタイム突入後に高余韓のゴールで追いつかれて2試合合計3-3となりPK戦に突入する。PK戦では4人目までに4-3としていたが、決めれば9年ぶりのベスト8進出が決まる5番手の西川が失敗してサドンデスに突入、8番手の駒井も止められて6-7で敗戦した。
- Jリーグの1stステージでは序盤戦から首位を走っていたが6月11日の鹿島戦で敗れ、6月15日のG大阪戦で連敗し首位から転落した。また、第17節の広島戦で3連敗をしてしまい1stステージ優勝を逃した。
- 8月6日Jリーグ2ndステージ第7節湘南戦でホーム通算試合500試合を達成した。
- 9月25日のJ1 2ndステージ第13節広島戦で年間順位3位以内が確定、2年連続チャンピオンシップへの出場が決まった。
- ACL組としてシードされたJリーグYBCルヴァンカップではここ2年鬼門だった準々決勝で4日前のリーグ戦では1-2で敗れている神戸に敵地で1-2で競り勝つと第2戦は4-0の圧勝。準決勝でも第1戦で得意の味スタで12年間公式戦では負けておらずお得意様のFC東京に2-1で逆転勝ちを収めると10月9日に行われた第2戦は3-1で勝利し、3年ぶりの決勝をガンバ大阪と迎える事になった。決勝戦では前半17分に槙野が敵陣で引っ掛けられるとアデミウソンにドリブルで切り裂かれた末に先制点を奪われるが、後半30分に高木との交代で入った李忠成が入ったばかりのコーナーキックに合わせて1-1の同点に追いついた。その後、延長戦でも決着がつかずにPK戦に突入、3人目までは全員決めてG大阪の4番手で当時ルーキーだった呉屋が真ん中目掛けて蹴ったシュートを西川が足で止めて、5番手の遠藤航まで全員決めて勝負あり。5-4で13年ぶりとなるJリーグYBCルヴァンカップ優勝。ペトロヴィッチにとっては2006年6月から日本で指揮を執って以来初の国内三大タイトル優勝を果たした。なおこれが2023年現在ペトロヴィッチが獲得した唯一の国内三大タイトルである。
- 11月3日のJ1 2ndステージ第17節横浜FM戦で引き分けて年間勝点順位1位（勝点74）とし、Jリーグチャンピオンシップ決勝からの出場を決めた。チャンピオンシップでは鹿島と対戦、アウェイでの1stレグは興梠がPKを誘い阿部が沈めた1点を守り切って1-0で先勝、ホームの2ndレグでは興梠のゴールで先制し2戦合計2-0とリードするものの、ロングボールへの宇賀神の稚拙な対応[41] もあって金崎夢生にダイビングヘッドで1点を返され、後半35分にはカウンターで攻める鈴木優磨を槙野がペナルティエリア内で倒してPKを献上、またも金崎に決められて1-2とされ、アウェイゴールの数により年間王者を逃した。

#### 2017年
チームスローガン:すべてにおいてバージョンアップ
- ペトロヴィッチ体制6年目。
- 大谷幸輝が新潟、永田充が東京V、加賀健一が山形へ完全移籍、石原直樹が仙台に期限付き移籍、茂木力也は期限付き移籍先が愛媛から山形へ変更、期限付き移籍していた橋本和が神戸、阪野豊史が山形に完全移籍、斎藤翔太の期限付き移籍期間が延長、9月には伊藤涼太郎が水戸へ期限付き移籍した。
- 千葉からオナイウ阿道、新潟からラファエル・シルバ、湘南から菊池大介、横浜FMから榎本哲也を完全移籍で、福岡から田村友を期限付き移籍で獲得。さらに福島春樹、長澤和輝、矢島慎也が期限付き移籍から復帰した。8月には守備立て直しのためCSマリティモからマウリシオを獲得した。
- J1リーグ戦第6節仙台戦ではクラブ最多得点記録タイとなる7得点を挙げ7-0で勝利した。
- チームは第8節終了時点で6勝1分1敗と首位を走っていたが、第9節の当時リーグ最下位の大宮とのさいたまダービーで敗戦したところから低迷、さらに第13節川崎戦[注 14] での敗戦後ペトロヴィッチ監督が次に行われる第18節新潟戦から連勝出来なければチームを去るとサポーターに告げる事態にまで発展した。新潟、天皇杯3回戦の熊本には勝利したが、続く第22節C大阪戦[注 15] で敗戦、そして第19節の札幌戦も敗れ第9節以降の成績が3勝1分8敗となり順位も8位まで低迷、そして7月30日、ペトロヴィッチとコーチ兼通訳の杉浦大輔を解任[42]、後任にコーチの堀孝史が2011年10月以来約5年半ぶりに監督に就任した[43]。
- AFCチャンピオンズリーグ2017ではグループリーグ上海上港、FCソウルと同組になるも4勝2敗の成績で首位通過。ラウンド16では済州ユナイテッドと対戦。アウェイの第1戦を0-2で落とし第2戦で勝ち抜けに最低でも3点が必要な状況[注 16] に追い込まれたが、延長戦の末3-0で勝利し勝ち抜けた。堀が就任した準々決勝は川崎と対戦。第1戦を1-3で落とし、迎えた第2戦では先制点を献上するも、興梠の得点後に車屋紳太郎が退場しバランスを取る為中村憲剛を下げた後、防戦一方になった川崎を攻め立てズラタン、ラファエルシルバ、高木俊幸のゴールで4-1で試合終了。2戦合計5-4となり、歴史的大逆転勝利を飾った。準決勝ではグループリーグでも対戦した上海上港を2戦合計2－1で破り、10年ぶりの決勝進出を決めた[44]。決勝はサウジアラビアのアル・ヒラルと対戦。2戦合計2-1で勝利し、日本勢では2008年のG大阪 以来9年振り、クラブとしては2007年以来10年振りとなる優勝を飾った。また、ホーム7戦全勝という大会史上初の快挙も達成した。また、堀はこのシーズンのAFC年間最優秀監督賞に選ばれた。なおクラブは国内外で7つ目のタイトルを獲得したが、日本人監督の下で獲得したのはクラブ史上初である[45]。
- だが、2007年の優勝とは違い、2年連続で出場する為には最低でも4位に入らなければならないJリーグでは、監督交代後は守備に重きを置き競争力を取り戻したものの、8月は3連勝を含む勝ち点10を稼いだが、その後はACLでの闘いもあって連勝が叶わず、ラスト3試合も全て0-1と黒星を重ね、結局リーグ戦は7位で終了した。沖縄での2次キャンプで「相手のコートで戦う」（ペトロヴィッチ）[46] というコンセプトの下で、前年以上にチーム全体が前掛かりになったこともあり、昨年は28だった失点が54とほぼ倍増し、スコアレスドローも含めた完封数は降格した3チームよりも少ない4[注 17]（リーグ最少）と、足を引っ張った守備が上位進出を阻む結果となった。
- FIFAクラブワールドカップ2017では準々決勝でアル・ジャジーラと対戦、後半に失点をしてしまい0-1で敗れ5位決定戦へ回った。5位決定戦ではウィダード・カサブランカと対戦、マウリシオの2ゴール、柏木陽介の1ゴールを守りきり3-2で勝利し5位となった。
- 前年王者として迎えた、ルヴァンカップは、準々決勝で、C大阪に、アウェイでの第１戦は0-0、第２戦はホームで、2-2アウェイゴールの差で、敗退。

#### 2018年

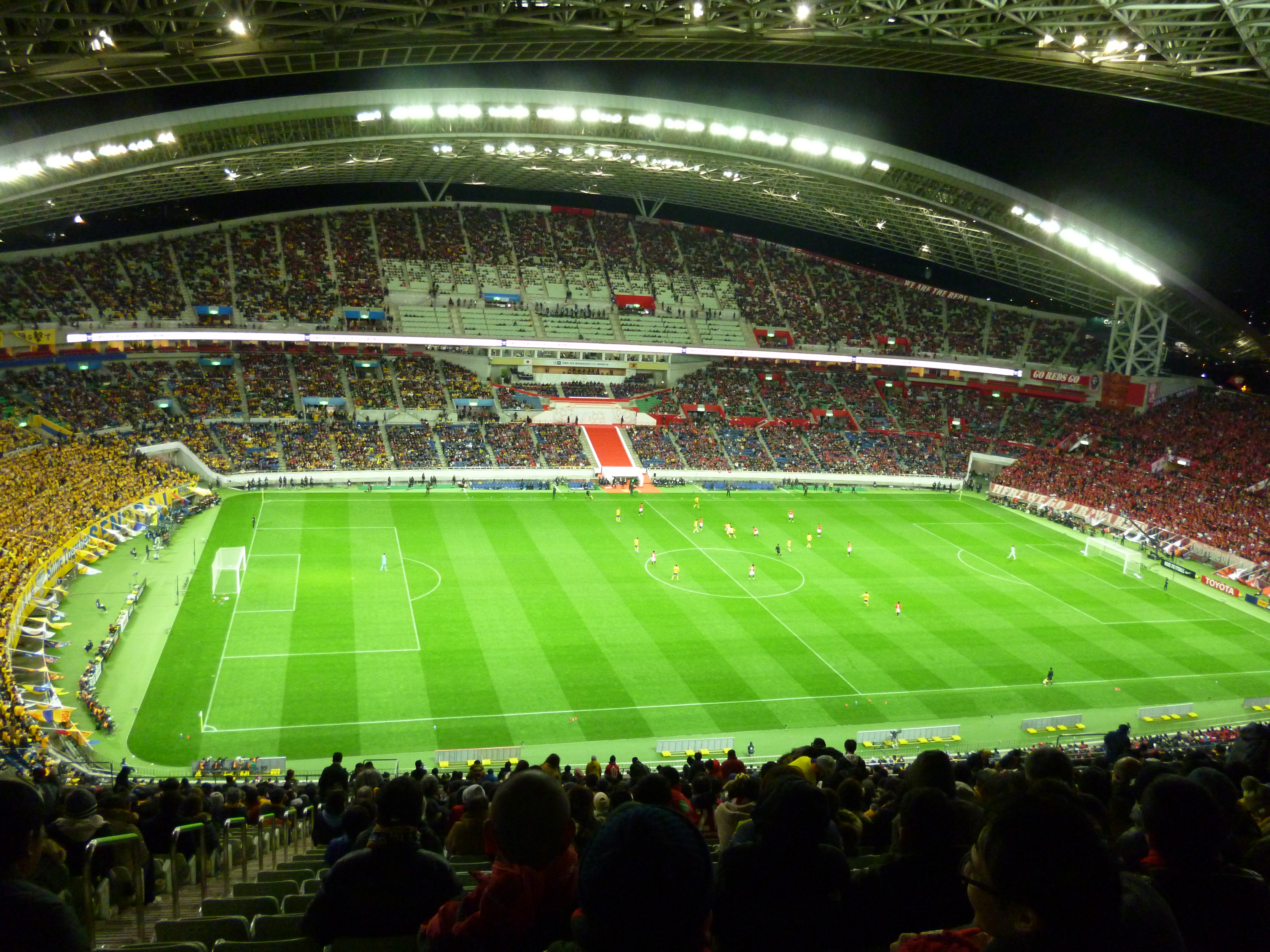
埼玉スタジアム2002で開催された、ベガルタ仙台との2018年天皇杯の決勝戦。バックスタンド側から試合会場を臨む。

チームスローガン: ステップアップのための足元固め
- 堀体制2年目。
- 矢島慎也がG大阪、梅崎司が湘南、高木俊幸がC大阪、那須大亮が神戸、ラファエル・シルバが武漢卓爾、7月に遠藤航がシント＝トロイデンへ完全移籍、駒井善成が札幌、オナイウ阿道が山口、ユースから昇格した井澤春輝が徳島へ期限付き移籍、田村友が期限付き移籍期間満了、石原直樹が期限付き移籍先の仙台へ完全移籍。伊藤涼太郎の期限付き移籍が延長、水戸へ期限付き移籍していた斎藤翔太が契約満了で退団した。
- 戦力補強として、神戸から岩波拓也、横浜FMからマルティノス、柏から武富孝介、ニューカッスル・ジェッツからアンドリュー・ナバウト、5月にポルティモネンセからファブリシオを完全移籍で獲得。湘南ベルマーレから山田直輝、7月に山形から茂木力也が期限付き移籍から復帰した。
- 開幕5試合で2分3敗と1勝もできず下位に低迷。4月2日付で監督の堀とヘッドコーチの天野賢一との契約を解除し[47]、育成ダイレクター兼ユース監督の大槻毅が監督、ユースコーチの上野優作がトップチームコーチに就任した[48]。
- 大槻毅監督の初陣となったJリーグYBCルヴァンカップグループステージ第3節広島戦はスコアレスドローに終わるも、その後の公式戦は連勝を飾り、通算4勝2分と無敗で乗り切り次期監督へバトンを渡した。また、オールバックの髪型とその魂はファンサポーターから絶大な人気を誇った。映画俳優といっても良い位の風貌から「大槻組長」と呼ぶサポーターも多い。
- 4月19日、浦和は次期監督として、2007年から2009年にかけて鹿島を3連覇に導いたオズワルド・オリヴェイラ氏と契約した[49]。
- 8月1日、第19節の川崎戦に勝利しJ1通算400勝を達成した。
- 8月3日、平成30年7月豪雨の義援金としてファン・サポーター、クラブスタッフ有志、選手会合わせた4,309,232円を日本赤十字社へ贈呈した。
- ワールドカップによる中断開けからオリヴェイラ監督の戦術が浸透し、最初の10試合を4勝3分け3敗とまずまずの成績で順位を上げ始めたが、加入後9試合で6得点を記録していたファブリシオが第25節C大阪戦で左膝前十字靭帯・内側半月板損傷の重傷を負い離脱。そこで長澤和輝を起用しフォーメーションを「3-4-2-1」から「3-5-2」に変更すると、これが功を奏し第26節から3連勝を含めて6戦5勝1分と大いに巻き返し、ACL出場権獲得圏内の3位に勝ち点差3まで近づいた。しかし、第31節でG大阪、33節で湘南に敗れて最終順位は5位となり、リーグ戦でのACL出場権獲得はならなかった。
- 天皇杯は2回戦から出場。3回戦の松本山雅FC戦で1失点した以外は全て完封勝利という堅守を見せて3大会振りに決勝に進出すると、決勝も宇賀神友弥のゴールを守り切って仙台を1-0で下し、12大会ぶりの優勝を果たした。同時に、AFCチャンピオンズリーグ2019の本戦出場権を獲得した。またオリヴェイラはブラジル人監督なので、南米出身の監督がタイトルを獲得したのはクラブ史上初で[注 18]、オリヴェイラは日本の三大タイトル通算獲得で7個目（鹿島時代は6個である）となった。

#### 2019年
チームスローガン：浦和のために　最後まで走り、闘い、貫く
- 平川忠亮が前年限りで引退、ズラタンが契約満了で退団、菊池大介が柏、李忠成が横浜FM、榎本哲也が富山へ完全移籍。駒井善成、岡本拓也もそれぞれレンタル先への完全移籍に切り替わった。また伊藤涼太郎、オナイウ阿道は大分、武富孝介が湘南へ期限付き移籍。
- C大阪から杉本健勇、柏から鈴木大輔、横浜FMから山中亮輔、山形から汰木康也を完全移籍で獲得。FCポルトからエヴェルトンを期限付き移籍で獲得した。夏には関根貴大が2年ぶりに復帰、武富孝介は湘南のパワハラ問題もあり期限を早めて復帰した一方、アンドリュー・ナバウトが退団。武富は復帰後、疲労骨折を負った。
- 各ポジションに実力者を獲得し、目標とする「リーグとACLの2冠」も達成しうる陣容を揃えた[50]。プレシーズンに練習試合を1試合も行わなかったからかリーグは開幕から低調。10節から10年ぶりとなる4連敗を喫するとオズワルド・オリヴェイラ監督を解任。後任に昨季暫定監督を務めた大槻毅が正式監督として就任した[51]。しかしその後も過密日程の中、21節から4ヶ月14試合で1勝（6分け7敗）で最終節になって1部残留が決まった。結果は9勝10分15敗の勝ち点37で14位、2部との入れ替え戦に回る16位との勝ち点差は1であった。
- 前年王者として迎えた天皇杯は4回戦でJFLのHonda FCに0-2で完敗。試合後には不満を募らせたサポーターが選手バスを取り囲んで抗議する事態に至った[52]。ルヴァンカップは準々決勝で鹿島と対戦し、2戦1分1敗、合計4-5で敗退した。なお、チームは8月14日の天皇杯3回戦・水戸ホーリーホック戦を最後に全コンペティションで10戦連続未勝利（5分け5敗）に陥っており、上記の3試合は全てこの時期に行われたものである。
- ACLは、グループリーグでブリーラム・ユナイテッド、北京国安、全北現代と同居。勝利した方が決勝トーナメント進出となる最終節・北京国安戦に3-0で完勝し、ベスト16進出。ラウンド16は蔚山現代にホームで1-2と敗れるもアウェイで3-0と勝利し逆転でベスト8進出。準々決勝は上海上港に2分けながらアウェイゴール差で勝ち上がり、準決勝は広州恒大に連勝し、2年ぶり3度目の決勝進出を決めた。決勝は2年前と同じくアル・ヒラルと対戦したが、アンドレ・カリージョ、セバスティアン・ジョヴィンコ、バフェティンミ・ゴミスといった強力な助っ人を擁したチームに2戦合計0-3で完敗。リーグ戦で3点を奪った試合が2試合しかない程の得点力不足がACLの決勝で出てしまい3度目の優勝はならなかった。

### 2020年代

#### 2020年
- 強化体制が一新され、中村修三GM・北野大助GM補佐が退任。新たにスポーツダイレクター（SD）、テクニカルダイレクター（TD）が置かれるようになった。初代SDに土田尚史、TDに西野努が就任した。また、大槻毅監督の続投が発表された。土田SDは11月に病気療養に入った。
- 森脇良太が退団、オナイウ阿道は期限付き移籍から復帰したがすぐ横浜FMに移籍。茂木力也、山田直輝はそれぞれレンタル先への完全移籍に切り替わった。井澤春輝が鹿児島、大城蛍が鳥取、池高暢希が富山へ期限付き移籍。シーズン途中にマウリシオ・ファブリシオが揃ってポルティモネンセへレンタル移籍となった。
- 新潟から昨季J2得点王のレオナルドを獲得。伊藤涼太郎が期限付き移籍から復帰。また青森山田高校から武田英寿が加入。チーム始動後にメルボルン・ビクトリーからU-23豪州代表主将のトーマス・デンを獲得した。
- 目先の勝利に囚われることなくチームを変革させるため2022年度のリーグ優勝を目標とする『3年計画』を掲げ、2020年はその1年目という位置付けでチームコンセプトの浸透を図りつつ、「ACL出場権獲得・得失点差プラス2桁以上」を目標に掲げた[53]。その1つとして、基本フォーメーションを慣れ親しんだ3バックから4バックに変更し、4-4-2の布陣を採用。公式戦5戦無敗（4勝1分）と好スタートを切ったかに見えたが、過密日程の中で中々戦術が浸透せず、徐々に順位を下げ、13勝7分け14敗と負け越して10位に終わった。試合内容も悪いことが多く、勝利時はなんとか逃げ切り辛勝、敗戦時は徹底的に攻め込まれ大敗という状況が続き、得失点差は-13とマイナス2桁に乗ってしまった[注 19]。9月にホーム3連戦で3連続完封負け、2008年以降なかった1試合6失点を1年で2度喫するなど、攻守両面で内容の伴わないシーズンとなった。
- ルヴァンカップは2年ぶりにグループステージからの出場。開幕節で仙台に5-2で勝ったが、C大阪に0-1で敗戦。新型コロナウイルス感染症の拡大に伴う中断&レギュレーション変更の結果、1回戦総当たり・同グループの松本山雅FCが不参加となったためこれでグループ2位となったが、プレーオフステージが取りやめとなったためグループ2位内での成績最上位クラブしかプライムステージに進出できず、結果名古屋グランパスに及ばずグループステージ敗退となった。天皇杯もレギュレーション変更の結果リーグ戦上位2位までしか出場権がなく、リーグ10位のため不参加となった。

#### 2021年
チームスローガン：発表されず

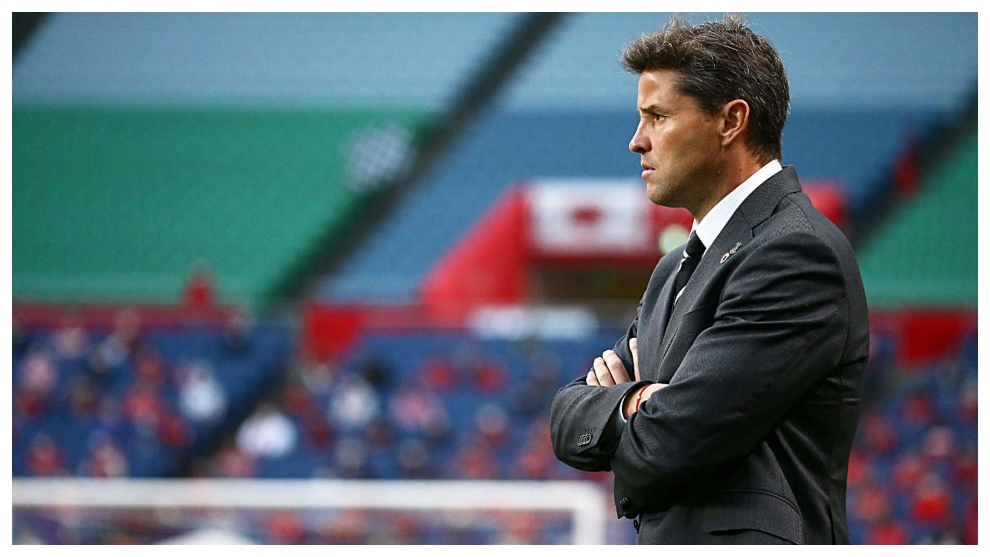
2021年シーズンに監督就任したリカルド・ロドリゲス

- 大槻監督が契約満了により退任し、新監督に前シーズン徳島ヴォルティスをJ2優勝&J1昇格へと導いたリカルド・ロドリゲスが就任した。また分析担当コーチに奈良クラブGM・前監督（当時）の林舞輝、テクニカルスタッフに守谷優馬が就任[54]。
- マルティノスが仙台、エヴェルトンがレンタル期間満了でFCポルトへ復帰、長澤和輝が名古屋、青木拓矢がFC東京と、複数の主力が流出した。他にも鈴木大輔が千葉、岩武克弥が横浜FC、福島春樹・荻原拓也・武富孝介が京都、井澤春輝が北九州、大城蛍がY.S.C.C.横浜、石井僚が山口、池高暢希が福島へと移籍と大幅な人員整理が図られた。さらに、チーム始動後に橋岡大樹のシント＝トロイデンへのレンタル移籍が決定、キャンプ終了後にはレオナルドが山東魯能泰山へ完全移籍[55]、柏木陽介がキャンプ中の規律違反行為で退団させる方針であること[56] をクラブが明らかにした。柏木はその後、FC岐阜へ移籍した[57]。
- 神戸から西大伍、湘南から金子大毅、大分から田中達也、琉球から小泉佳穂、栃木から明本考浩・塩田仁史を獲得。中央大学から前シーズン特別指定選手だった大久保智明、青森山田高校から藤原優大が加入。さらにアカデミーから昨季2種登録だった鈴木彩艶、福島竜弥が昇格するなど、大幅な選手の入れ替えが行われる形となった。さらにシーズン開始後の4月にFKボデ/グリムトから昨季ノルウェーリーグ得点王&MVPのキャスパー・ユンカーを獲得。
- 夏の移籍市場でも柏から江坂任、オリンピック・マルセイユから酒井宏樹、FCミッティランから昨季デンマークリーグMVPのアレクサンダー・ショルツ、水戸ホーリーホックから平野佑一、スターベクIFから木下康介を獲得した一方、武藤雄樹が柏へ完全移籍、杉本健勇が横浜FM、武田英寿が琉球、藤原優大が相模原、伊藤涼太郎が水戸に期限付き移籍し、大幅な選手の入れ替えが発生した。
- 序盤は流れの中から得点を生み出すことができず、最初の2ヶ月を1勝2分3敗の13位で終える。しかし徐々に新加入の選手が馴染み始め、4月に入って武藤雄樹を最前線に置く4-1-4-1システムが機能し令和初の3連勝、5月にはキャスパー・ユンカーがデビューから5試合連続6得点と活躍し3年ぶりの公式戦10戦無敗と好調を維持。8位で東京五輪による中断期間を迎えた。中断明けからは江坂任、酒井宏樹、アレクサンダー・ショルツ、平野佑一ら夏の新戦力組がすぐにフィットし、リーグ7戦無敗（6勝1分）で5位まで浮上しACL出場権争いに割り込む。10月まで3位争いを展開していたが、11月から1勝2分2敗と失速してしまい脱落。最終順位は6位に終わった。通常より4試合多いレギュレーションではあるがクラブ新記録のリーグ17試合無失点を達成するなど、守備面の改善が光った。
- ルヴァンカップはグループステージから参加。柏・湘南・横浜FCとのグループリーグを1位で通過し、プレーオフで神戸を破ってベスト8に進出。準々決勝ではリーグ王者の川崎を相手に2引き分けの末アウェイゴール差で突破するも、準決勝でC大阪に1分1敗、2戦合計1-2で敗れた。ユンカーが得点王、鈴木彩艶がニューヒーロー賞を受賞した。天皇杯では、準決勝まで5試合を無失点のまま勝ち上がると、決勝大分戦では前半6分に江坂のゴールで先制。90分に今大会初失点を喫し同点に追い付かれたものの、90分+3分に槙野のゴールで勝ち越し、3年ぶり8回目の優勝を成し遂げた。
- シーズン途中、14年在籍した阿部勇樹の引退、12年（下部組織を含めると18年）在籍した宇賀神友弥・10年在籍した槙野智章の退団が発表された。宇賀神は準決勝・槙野は決勝でそれぞれ決勝点を挙げ、チームの天皇杯優勝に貢献した。

#### 2022年
- リカルド・ロドリゲス体制2年目かつ「3年計画」の最終年。コーチに昨年まで徳島コーチの前迫雅人、GKコーチにジョアン・ミレッ、通訳に元神戸通訳の在原正明が就任。
- 鹿島から犬飼智也、鳥栖から大畑歩夢、琉球から知念哲矢、横浜FCから松尾佑介、水戸から牲川歩見・松崎快、ACスパルタ・プラハからスウェーデン代表MFダヴィド・モーベルグ、セルヴェットからオランダ人FWアレックス・シャルクを獲得。大宮から馬渡和彰、徳島から主将岩尾憲と、リカルド・ロドリゲス監督の教え子も獲得した。流通経済大学から安居海渡・宮本優太、京都橘高校から木原励が加入、工藤孝太も正式にトップチームに昇格し、トップチーム27名中ほぼ半分の13名が新加入選手となった。
- 夏の移籍で、フェイエノールトからオランダ人FWブライアン・リンセンを獲得。
- 昨シーズン中に発表されていた阿部勇樹（引退→ユースチームコーチ）・槙野智章（→神戸）・宇賀神友弥（→岐阜）の退団に加えて、塩田仁史が引退（アシスタントGKコーチ就任）、山中亮輔がC大阪、汰木康也が神戸、トーマス・デンが新潟へ完全移籍。金子大毅（→京都へ期限付き移籍）・田中達也（→福岡）・西大伍（→札幌)・木下康介（→水戸）は1年でチームを離れた。9年在籍しクラブ歴代最多得点記録を持つ興梠慎三も札幌へ期限付き移籍。さらに福島竜弥も相模原へ期限付き移籍し、昨年のトップチームから13名が移籍と、昨年以上の大幅な入れ替えが発生した。期限付き移籍していた選手も荻原拓也（京都へレンタル延長）・藤原優大（相模原へレンタル延長）・杉本健勇（横浜FMから磐田）・武田英寿（琉球から大宮）・石井僚（Y.S.C.C横浜へレンタル延長）は引き続き期限付き移籍、橋岡大樹（シント＝トロイデン）・伊藤涼太郎（水戸から新潟）・大城蛍（鳥取からY.S.C.C横浜）・池高暢希（富山から北九州）は完全移籍で退団。実に20名がチームを離れた。
- 1月12日に、新ユニフォームが発表され、10年ぶりに襟付きのユニフォームになった。
- 2月12日に行われたFUJIFILM SUPER CUPは江坂任がスーパーカップ史上7人目の2ゴールで川崎に2-0で勝利し、16年ぶり2回目の優勝を果たした。
- 3年計画3年目でリーグ優勝を狙う年であったこと、前年に天皇杯を獲得したこと、スーパーカップで昨年王者の川崎を圧倒したことなどから前評判は高かったが、開幕節で昇格組の京都に敗れると、次の神戸戦・ガンバ大阪戦で連続して退場者を出して勝ち点を落とし、スタートダッシュに失敗。4月からはJ1記録となる7試合連続引き分けを含む9戦勝ちなし（8分1敗）となるなど低迷が続き、前半戦を13位で折り返す。その後7試合負けなし（5勝2分）として7位に上がったものの、9月から2ヶ月で2勝と再び失速。最終的に34試合で10勝15分9敗の勝ち点45と、3年計画の1年目（2020年）を下回る勝ち点で9位に終わった。10月31日、ロドリゲス監督と小幡コーチ兼通訳の退任が発表された[58]。
- ACLは、グループリーグで山東泰山、ライオン・シティ、大邱FCと同居。大邱に競り負けグループ2位となるも、1試合を残して決勝トーナメント進出を決めた。決勝トーナメントは日本での集中開催となり、全試合が埼玉スタジアムないしは浦和駒場スタジアムで開催された。ラウンド16でジョホール・ダルル・タクジムに5-0、準々決勝でパトゥム・ユナイテッドに4-0で圧勝すると、準決勝では全北現代をPK戦の末に撃破し、3年ぶり4度目の決勝進出を決めた。

#### 2023年

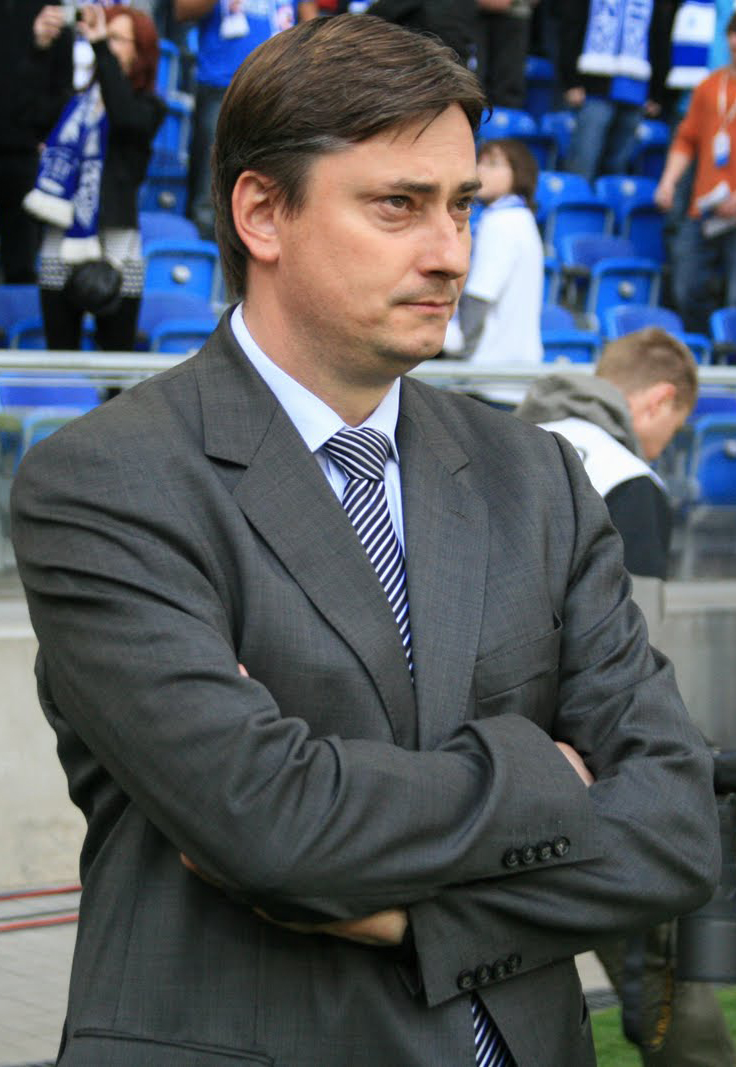
マチェイ・スコルジャ

- 2月1日付で立花洋三社長が退任し、新社長に田口誠が就任した[59]。
- 新監督にポーランド1部リーグを4度制覇しているマチェイ・スコルジャが就任。池田伸康が4年ぶりにコーチに復帰。
- 大分から吉田舜、熊本から髙橋利樹、FKボデ/グリムトからマリウス・ホイブラーテンを獲得。札幌から興梠慎三、京都から荻原拓也がそれぞれ期限付き移籍から復帰し、ユースから堀内陽太が昇格。シーズン開幕後、滄州雄獅足球倶楽部を退団したホセ・カンテを獲得。
- 江坂任が蔚山現代FCへ完全移籍。松尾佑介がKVCウェステルロー、宮本優太がKMSKデインズ、キャスパー・ユンカーが名古屋、工藤孝太が藤枝、木原励が長野へ期限付き移籍。
- 期限付き移籍していた選手では藤原優大（→町田）、武田英寿（→水戸）、福島竜弥（→高知）は引き続き育成型期限付き移籍、金子大毅（→京都）・杉本健勇（→磐田）・石井僚（→群馬）は完全移籍でチームを離れた。
- 4月30日に行われたACL2022決勝はアル・ヒラルと対戦。第1戦は先制されるも興梠慎三の同点ゴールで1-1の引き分け。5月6日に埼玉スタジアムで行われた第2戦は後半にオウンゴールで先制。そのまま1-0（2戦合計2-1）で勝利し、これによりFIFAクラブワールドカップ2023及びFIFAクラブワールドカップ2025の出場権を獲得。2017年以来となる3度目の優勝を果たした。この優勝で鹿島アントラーズに次いで史上2チーム目の国内外主要タイトル10冠を達成。
- 夏の移籍で鈴木彩艶（→シント＝トロイデンVV）、犬飼智也（→柏）、ダヴィド・モーベルグ（→アリス・テッサロニキ）がそれぞれ期限付き移籍。また、補強ではFCバルセロナBを退団した安部裕葵、アンタルヤスポルを退団した中島翔哉を完全移籍で、ムアントン・ユナイテッドからエカニット・パンヤを期限付き移籍で獲得したほか、KMSKデインズに期限付き移籍していた宮本が復帰し、早川隼平がトップチームに昇格。
- 11月4日、JリーグYBCルヴァンカップ決勝が国立競技場にて行われた。対戦相手はアビスパ福岡。試合は開始早々の5分に、紺野がエリア右から仕掛けて低い弾道のクロスを送られると、エリア内で反応した前がダイレクトで押し込み先制される。さらに前半アディショナルタイムに、左サイド敵陣深くで紺野が駆け引きからグラウンダーのクロスを送り、中にいた宮が合わせ、追加点を奪われ前半終了。後半22分、DF酒井宏樹が右サイドからロングボールを送ると、MF明本考浩がこれをペナルティエリア内で胸トラップし、左足でシュート。これがGKの股を抜いてゴールに吸い込まれ浦和が1点差に詰め寄るが、浦和レッズはアビスパ福岡に1-2で敗れ、7年ぶり3度目の優勝とはならなかった。また同大会でニューヒーロー賞を早川隼平が獲得した。
- ACL2023は2勝1分3敗でグループリーグ敗退。前シーズンのACL王者がグループステージで敗退するのは、ラウンド16から参戦できるシード権が撤廃されて以降で史上3度目となる[60]。
- リーグ戦は開幕節のFC東京戦、第2節の横浜FM戦を共に0−2で落とし、2節終了時点で単独最下位になるなど非常に苦しいスタートとなった。だが第3節のセレッソ大阪戦の逆転勝利を皮切りに第10節のサガン鳥栖戦まで公式戦13戦負けなしと立て直しに成功。その後はショルツとホイブラーテンを中心に強固な守備を形成し、前半戦を4位で折り返す。その後も上位に食い込んだが、過密日程による疲労や得点力不足から要所で勝ち切れない試合も多く、32節神戸戦に敗れて優勝争いから脱落。最終成績は15勝12分7敗、勝ち点57の4位で終了した[61][62]。リーグ戦34試合27失点はJ1最少かつクラブ史上最少であり、堅守が光った[63]。Jリーグアウォーズでは西川、ショルツ、ホイブラーテン、伊藤の4名がベストイレブンに選出された。
- 11月27日、ホセ・カンテの今シーズン限りでの現役引退、そしてアレックス・シャルクが契約満了により今シーズン限りでの退団が発表された。
- クラブワールドカップ2023はアジア王者として6年ぶりの出場となった。初戦はCONCACAFチャンピオンズリーグ2023を初制覇したクラブ・レオンとの準々決勝となり、アレックス・シャルクのゴールで1−0の勝利となった。準決勝・マンチェスター・シティFC戦は、0-3で完敗となり[64][65][66]、3位決定戦でもアル・アハリに敗れ4位となった。

#### 2024年

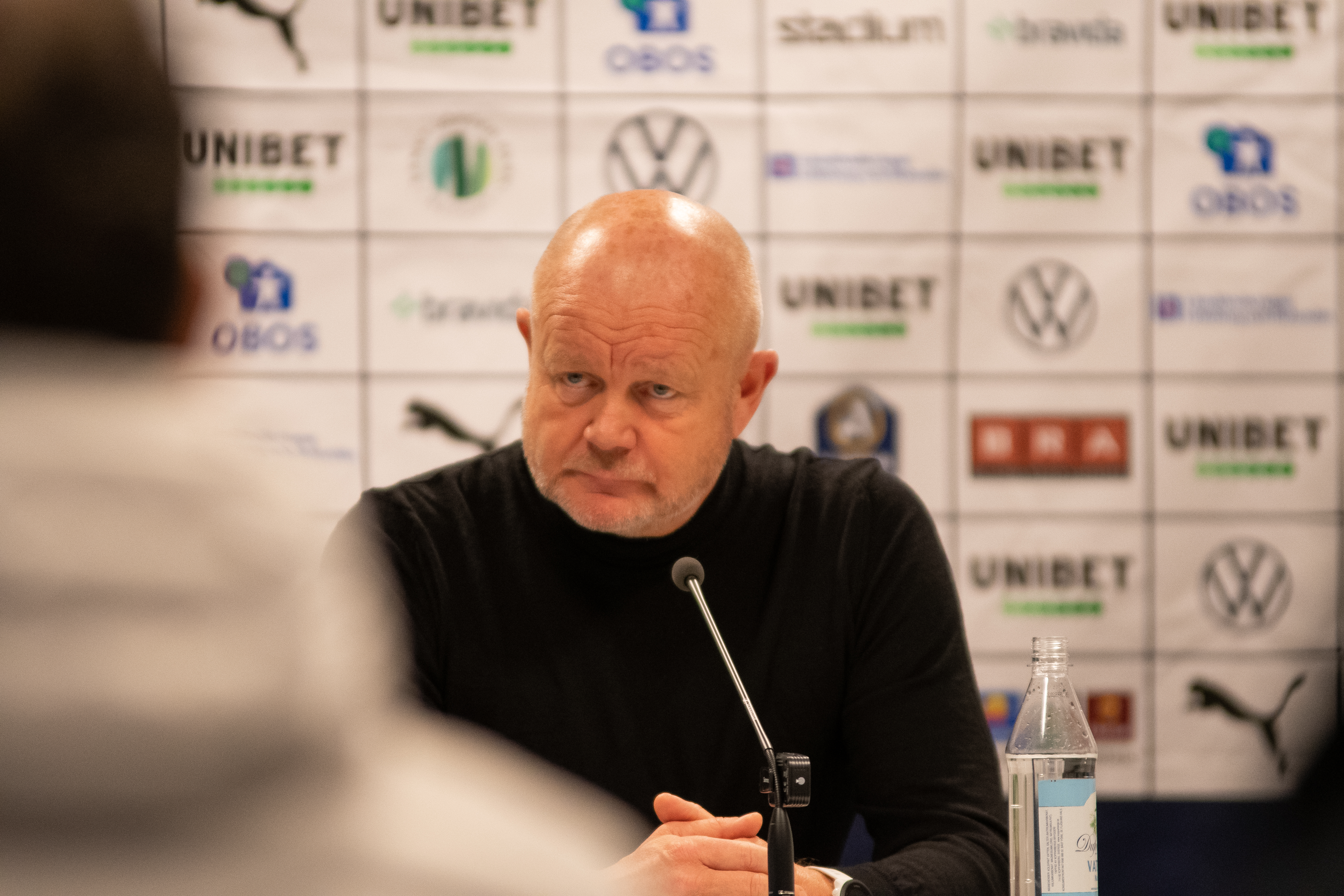
2024年シーズンからチームを率いるペア=マティアス・ヘグモ

- 新監督にスウェーデン1部リーグアルスヴェンスカンのBKヘッケンから ペア＝マティアス・ヘグモを招聘。
- 同じくBKヘッケンからサミュエル・グスタフソンを獲得したほか、湘南から石原広教、京都から井上黎生人、G大阪から佐藤瑶大、名古屋から前田直輝、FC東京から渡邉凌磨、清水からチアゴ・サンタナを獲得。また岐阜から宇賀神友弥が完全移籍で復帰し、ベルギー1部リーグ・KVCウェステルローの松尾佑介、水戸の武田英寿も期限付き移籍から復帰。また、正式に早川隼平もトップチームに昇格した。更にセリエAのASローマからノルウェー代表のオラ・ソルバッケンを期限付き移籍で獲得し、大型補強を敢行した。
- 昨シーズン限りでの退団が発表されていたホセ・カンテ（→引退）、アレックス・シャルク（→ADOデン・ハーグ）のほか、岩波拓也が神戸、犬飼智也が柏、馬渡和彰が松本、知念哲矢が仙台、平野佑一がC大阪、松崎快が清水へそれぞれ完全移籍。キャスパー・ユンカーもレンタル先の名古屋グランパスへ完全移籍した他、柴戸海が町田、荻原拓也がクロアチア1部フルヴァツカ・ノゴメトナ・リーガのディナモ・ザグレブ、工藤孝太が北九州、藤原優大が大分、宮本優太が京都へそれぞれ期限付き移籍。さらにキャンプ開始後、明本考浩がベルギー1部リーグ・OHルーヴェンへ期限付き移籍した。
- 夏の移籍マーケットではサガン鳥栖から長沼洋一、オーストリア1部オーストリア・ブンデスリーガのSKNザンクト・ペルテンから二田理央、ベルギー1部ジュピラー・プロ・リーグのクラブ・ブルッヘから本間至恩を獲得。ドイツのブンデスリーガ、VfBシュツットガルトから原口元気が10年ぶりに復帰した一方で岩尾憲が徳島ヴォルティスへ復帰したのを皮切りにチームのキャプテンだった酒井宏樹がオーストラリアAリーグオークランドFCへ、副キャプテンのアレクサンダー・ショルツがカタールのカタールスターズリーグのアル・ワクラSCへ完全移籍。オラ・ソルバッケンはレンタル移籍期間を満了に伴いイタリアセリエAのエンポリFCへ移籍。酒井が移籍したことに伴い、次期キャプテンには伊藤敦樹に任されたが、まもなくしてベルギー1部ジュピラー・プロ・リーグのKAAヘントへ移籍。多くの主力がシーズン中に流出した。
- 8月27日、ヘグモ監督と契約解除[67] 。後任は昨季チームを率いたマチェイ・スコルジャが復帰[68]。
- 前年の年間売上が初めて100億円を突破した。

#### 2025年

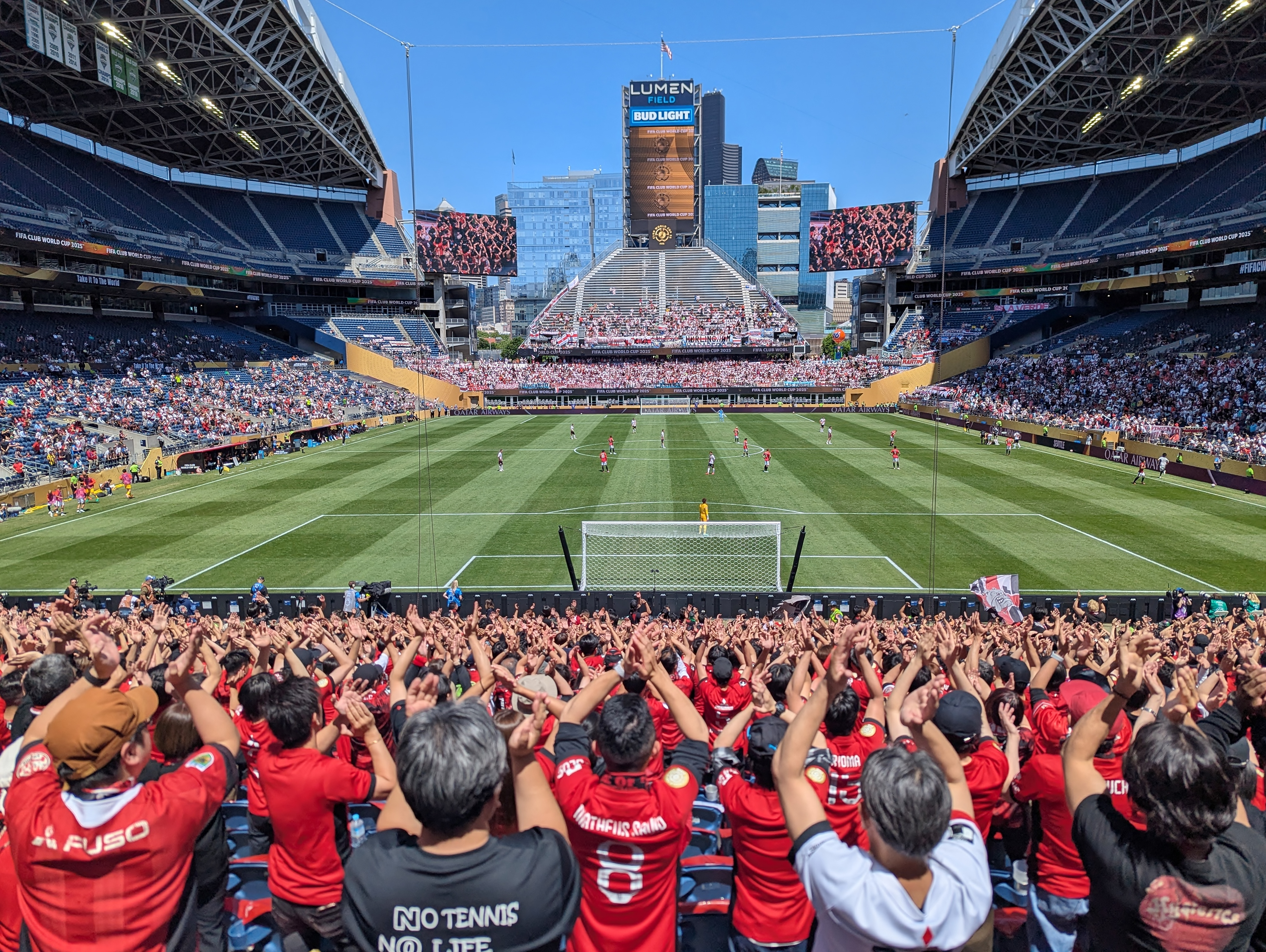
2025年6月18日アメリカ合衆国 ワシントン州 シアトル ルーメン・フィールドでのFIFAクラブワールドカップ2025グループステージ グループE 第1節 vs.CAリーベル・プレート戦

- 昨年に続き、年間売上100億円を突破した。これにより2年連続100億超えを達成した初のJクラブとなった。
- 柏からマテウス・サヴィオ、広島から松本泰志、コルトレイクから金子拓郎、新潟から長倉幹樹、ECジュベントゥージからダニーロ・ボザを獲得。クラブW杯参加のため特例で与えられた6月の移籍期間[69]には千葉から昨季J2得点王＆MVPの小森飛絢を獲得した。
- 小泉佳穂が柏、武田英寿が仙台、佐藤瑶大が名古屋、ブライアン・リンセンがNEC、大畑歩夢がルーヴェンへ移籍。シーズン開幕後に前田直輝が広島、本間至恩がC大阪へ移籍。特例の移籍期間には長倉幹樹がFC東京へレンタル移籍した。
- 期限付き移籍中の選手では、高橋利樹（←横浜FC）、柴戸海（←町田）、荻原拓也（←ディナモ・ザグレブ）、早川隼平（←岡山）が復帰。

## ダービーマッチ
- さいたまダービー
  - vs 大宮アルディージャ
    - 埼玉県さいたま市をホームタウンとするJリーグクラブ同士の対戦。

## タイトル・表彰

### 国内タイトル
- J1リーグ：1回
  - 2006
    - 1stステージ：1回
      - 2015

    - 2ndステージ：2回
      - 2004, 2016
- Jリーグカップ：2回
  - 2003, 2016
- 天皇杯 JFA 全日本サッカー選手権大会：4回
  - 2005, 2006, 2018, 2021
- スーパーカップ：2回
  - 2006, 2022

### 国際タイトル
- AFCチャンピオンズリーグエリート：3回 
  - 2007, 2017, 2022
- Jリーグカップ/コパ・スダメリカーナ王者決定戦：1回
  - 2017

### その他タイトル
- JリーグDAZNニューイヤーカップ
  - 鹿児島ラウンド：1回

- 2015

- さいたまシティカップ：3回
  - 2004, 2006, 2022
- Jリーグマネジメントカップ：4回
  - 2014, 2016, 2017, 2019
- eJ.LEAGUE：1回
  - 2018
- フィリップス・ライティング国際7人制サッカー大会：2回
  - 2005, 2006

### 表彰
Jリーグ/J1リーグ
- 最優秀選手賞
  - 2003 -  エメルソン
  - 2006 -  田中マルクス闘莉王
  - 2007 -  ロブソン・ポンテ
- ベストイレブン
  - 1995 -  福田正博,  ギド・ブッフバルト
  - 1996 -  岡野雅行,  ギド・ブッフバルト
  - 1998 -  小野伸二
  - 2002 -  エメルソン
  - 2003 -  エメルソン,  坪井慶介
  - 2004 -  エメルソン,  長谷部誠,  田中マルクス闘莉王
  - 2005 -  田中マルクス闘莉王
  - 2006 -  ワシントン,  鈴木啓太,  田中マルクス闘莉王
  - 2007 -  ロブソン・ポンテ,  鈴木啓太,  阿部勇樹,  田中マルクス闘莉王,  都築龍太
  - 2008 -  田中マルクス闘莉王
  - 2009 -  田中マルクス闘莉王
  - 2013 -  那須大亮
  - 2014 -  西川周作
  - 2015 -  槙野智章,  西川周作
  - 2016 -  柏木陽介,  阿部勇樹,  槙野智章,  西川周作
  - 2017 -  興梠慎三
  - 2023 -  伊藤敦樹,  マリウス・ホイブラーテン,  アレクサンダー・ショルツ,  西川周作
- 得点王
  - 1995 -  福田正博
  - 2004 -  エメルソン
  - 2006 -  ワシントン
- ベストヤングプレーヤー賞
  - 1998 -  小野伸二
  - 2002 -  坪井慶介
- フェアプレー賞 高円宮杯
  - 2022
- フェアプレー賞
  - 2014, 2016, 2018, 2019, 2021, 2022
- フェアプレー個人賞
  - 1996 -  岡野雅行
  - 2002 -  坪井慶介
  - 2014 -  西川周作
  - 2018 -  西川周作
  - 2023 -  西川周作
- 最優秀監督賞
  - 2006 -  ギド・ブッフバルト
- 優秀監督賞
  - 2021 -  リカルド・ロドリゲス
- 最優秀育成クラブ賞
  - 2009
- 最優秀ゴール賞
  - 2017 -  関根貴大
- 功労選手賞
  - 2003 -  福田正博,  井原正巳
  - 2014 -  山田暢久
  - 2016 -  鈴木啓太
  - 2020 -  那須大亮
  - 2022 -  阿部勇樹,  石原直樹,  田中達也,  田中マルクス闘莉王
  - 2023 -  槙野智章
  - 2024 -  柏木陽介
- Join賞
  - 1999 - 浦和レッズ, 浦和市, レッズファン・サポーター
  - 2002 - 浦和レッズ
  - 2004 - 浦和レッズ
- ベストピッチ賞
  - 2005 - 埼玉スタジアム2002
  - 2009 - 埼玉スタジアム2002
  - 2013 - 埼玉スタジアム2002
  - 2016 - 埼玉スタジアム2002
- 特別賞
  - 2007
- MYアウォーズ
  - 2016 - MVP  西川周作
  - 2016 - ベストイレブン  興梠慎三,  阿部勇樹,  西川周作
- 月間優秀監督賞
  - 2025 - 4月  マチェイ・スコルジャ
- 月間MVP
  - 2014 - 7月  西川周作
  - 2015 - 5月  関根貴大, 6月  武藤雄樹, 9月  西川周作
  - 2016 - 4月  李忠成
  - 2017 - 2月・3月  ラファエル・シルバ, 4月  興梠慎三
  - 2021 - 5月  キャスパー・ユンカー
- 月間最優秀ゴール
  - 2014 - 4月  李忠成, 9月  柏木陽介
  - 2016 - 3月  興梠慎三
  - 2017 - 7月  関根貴大
  - 2020 - 8月  トーマス・デン
  - 2021 - 6月  キャスパー・ユンカー
  - 2023 - 7月  岩尾憲
  - 2024 - 4月  チアゴ・サンタナ

Jリーグカップ
- 最優秀選手賞
  - 2003 -  田中達也
  - 2016 -  李忠成
- ニューヒーロー賞
  - 2002 -  坪井慶介
  - 2003 -  田中達也
  - 2004 -  長谷部誠
  - 2011 -  原口元気
  - 2021 -  鈴木彩艶
  - 2023 -  早川隼平

FIFAクラブワールドカップ
- 得点王
  - 2007 -  ワシントン
  - 2017 -  マウリシオ
- フェアプレー賞
  - 2007

AFCチャンピオンズリーグ
- 大会最優秀選手
  - 2007 -  永井雄一郎
  - 2017 -  柏木陽介
  - 2022 -  酒井宏樹
- フェアプレー賞
  - 2007, 2017, 2019, 2022

A3チャンピオンズカップ
- 得点王
  - 2007 -  ワシントン

さいたまシティカップ
- MVP
  - 2017 -  長澤和輝

フィリップス・ライティング国際7人制サッカー大会
- Player of the Tournament
  - 2005 -  セルヒオ・エスクデロ[注 12]

### その他表彰
クラブ 
日本プロスポーツ大賞
- 2007

彩の国功労賞
- 2023

彩の国スポーツ功労賞
- 2006

彩の国特別功労賞
- 2017

埼玉県民栄誉賞
- 2007

さいたま市長特別賞
- 2017, 2023

公益財団法人埼玉県サッカー協会 功労賞
- 2018, 2019

HEROs AWARD
- 2018

AFC年間最優秀クラブ賞
- 2007

 監督・選手 
日本年間最優秀選手賞
- 2006 -  田中マルクス闘莉王
- 2007 -  鈴木啓太

報知プロスポーツ大賞
- 2004 -  エメルソン
- 2006 -  ワシントン
- 2007 -  田中マルクス闘莉王
- 2016 -  西川周作

彩の国功労賞
- 2019 -  槙野智章
- 2023 -  酒井宏樹

彩の国スポーツ功労賞
- 2006 -  ギド・ブッフバルト
- 2010 -  阿部勇樹

彩の国特別功労賞
- 1997 -  岡野雅行

さいたま市スポーツ特別功労賞
- 2018 -  槙野智章,  遠藤航
- 2021 -  酒井宏樹,  鈴木彩艶
- 2022 -  酒井宏樹

AFC年間最優秀監督賞
- 2017 -  堀孝史

AFC年間最優秀ユース選手賞
- 1998 -  小野伸二

## クラブ記録

### 最多得点試合
J1
- ホーム
  - 7-2 (2004年2nd第2節（8月21日）・対東京V、埼玉スタジアム2002)
  - 7-0 (2005年第27節（10月15日）・対柏、駒場スタジアム)
  - 7-0 (2017年第6節（4月7日）・対仙台、埼玉スタジアム2002)
- アウェイ
  - 7-0 (1996年J第20節（9月21日）・対柏、国立霞ヶ丘競技場陸上競技場)
  - 7-0 (2005年第14節（7月6日）・対東京V、国立霞ヶ丘陸上競技場)

J2
- 7-0 (2000年第4節（3月30日）・対鳥栖、鳥栖スタジアム)

(参考：リーグ戦以外の記録)
- 9-0 (2000年天皇杯2回戦（12月3日）・対ホンダロックSC、駒場スタジアム)

### 最多失点試合
J1
- ホーム
  - 0-6 (1993年2nd第9節（9月3日）・対V川崎、駒場競技場)
  - 3-6 (1994年2nd第22節（11月19日）・対横浜M、富山県総合運動公園陸上競技場)
  - 1-6 (2008年J1第34節（12月6日）・対横浜FM、埼玉スタジアム2002)
- アウェイ
  - 1-8 (1999年1st第15節（5月29日）・対名古屋、名古屋市瑞穂公園陸上競技場)

J2
- 1-6 (2000年J2第18節（6月10日）・対新潟、新潟市陸上競技場)

### 最多失点勝利試合
- 4-3 (1994年2nd第3節（8月17日）・対市原、市原緑地運動公園臨海競技場)
- 4-3 (2005年J1第24節（9月18日）・対広島、広島ビッグアーチ)
- 4-3 (2012年J1第17節（7月7日） ・対鳥栖、埼玉スタジアム2002)
- 4-3 (2013年J1第21節（8月17日）・対大分、埼玉スタジアム2002)
- 4-3 (2015年2nd第15節（10月24日）・対FC東京、味の素スタジアム)
- 4-3 (2017年J1第17節（7月1日） ・対広島、埼玉スタジアム2002)
- 4-3 (2020年J1第16節（9月13日）・対札幌、札幌ドーム)

### 最多得点敗戦試合
- 4-5 (1994年2nd第12節（9月21日）・対清水、静岡県草薙総合運動場陸上競技場)
- 4-6 (2003年1st第5節（4月26日）・対C大阪、長居スタジアム)

### 最多得点（失点）引分試合
- 4-4 (2003年1st第9節（5月17日）・対G大阪、駒場スタジアム)
- 4-4 (2014年第21節（8月23日）・対FC東京、味の素スタジアム)
- 4-4 (2015年1st第11節（5月10日）・対仙台、ユアテックスタジアム仙台)
- 4-4 (2024年第4節（3月17日）・対湘南、レモンガススタジアム平塚)

### 最多連続無敗試合
- 19試合 (2015年1st第1節（3月7日）から2nd第2節（7月15日） - 13勝6分)

(参考：他の公式戦込み)
- 17試合 (リーグ戦2005年J1第33節（11月26日）から2006年J1第8節（4月15日）10試合、天皇杯2005年5回戦（12月10日）から決勝（1月1日）4試合、スーパー杯2006年（2月25日）1試合、ナビスコ杯2006年予選第1日（3月29日）から予選第2日（4月12日）2試合 - 15勝2分)

ホーム無敗記録
- 25試合 (2005年J1第25節（9月24日）から2007年J1第5節（4月7日） - 22勝3分)
※J1史上最多記録タイ

(参考：他の公式戦込み) ※埼玉スタジアム、駒場スタジアムでの試合
- 37試合 (リーグ戦2005年J1第25節（9月24日）から2007年J1第5節（4月7日）25試合、大宮アルディージャのホームゲーム1試合、2006年ナビスコ杯予選3試合、準々決勝1試合（3月29日、4月12日、5月21日、6月3日）、2005年天皇杯2試合（11月3日、12月24日）、2006年天皇杯3試合（11月4日、12月16日、12月23日）、2007年ACL2試合（3月7日、4月11日）- 34勝3分)

アウェイ無敗記録
- 17試合 (2006年第33節（11月26日）から2007年第31節（11月11日） - 12勝5分)

### 最多連勝
- 8連勝 (1998年1st第16節（8月5日）から2nd第6節（9月18日）) - PK勝ち1試合含む
  - 7連勝 (1998年1st第17節（8月8日）から2nd第6節（9月18日）) - 90分勝ちのみ

ホーム連勝記録
- 10連勝 (2006年第8節（4月15日）から第27節（10月15日）)

アウェイ連勝記録
- 10連勝 (2007年第12節（5月19日）から第29節（10月20日）)

### 最多連敗
- 9連敗 (1993年2nd第4節（8月7日）から第12節（11月13日）) - Vゴール負け1試合含む
  - 7連敗 (2009年第18節（7月18日）から第24節（8月29日）) - 90分負けのみ

ホーム連敗記録
- 6連敗 (1993年2nd第5節（8月14日）から第15節（11月27日）)

アウェイ連敗記録
- 10連敗 (1993年1st第1節（5月16日）から2nd第1節（7月24日）) - PK負け1試合含む
- 10連敗 (1993年2nd第14節（11月20日）から1994年1st第14節（5月4日）) - Vゴール負け3試合含む
- 10連敗 (1994年2nd第8節（9月7日）から1995年1st第5節（4月1日）) - Vゴール負け1試合含む
  - 8連敗 (1993年1st第1節（5月16日）から第14節（6月30日）) - 90分負けのみ

### 同一カード最多連勝
- 8連勝 (2004年2nd第15節（11月28日）から2009年第17節（7月11日）-対広島)
- 8連勝 (2007年第15節（6月17日）から2010年第22節（9月12日）-対FC東京)
  - 9連勝 (1997年2nd第17節（10月4日）から2000年J2第42節（11月20日）-対平塚) -J2リーグ戦4試合含む。Vゴール勝ち2試合含む。2003年に天皇杯で敗れた。

### 同一カード最多連敗
- 7連敗 (1993年1st第2節（5月19日）から1994年2nd第5節（8月27日）-対名古屋) - 90分負けのみ
  - 7連敗 (1993年1st第13節（6月26日）から1994年2nd第21節（11月16日）-対V川崎) - Vゴール負け1試合含む
  - 7連敗 (1993年2nd第1節（7月24日）から1995年1st第10節（4月22日）-対広島) - PK負け1試合含む

## 個人記録

### 最多試合出場
- 501試合 -  山田暢久 (初出場1994年1st第12節（4月27日）・清水戦)

### 最多連続試合出場
- 152試合 -  阿部勇樹 (2013年J1第11節（5月11日）から2017年J1第25節（9月9日）)

### 最年少試合出場
- 16歳10ヶ月22日 -  セルヒオ・エスクデロ[注 12] (2005年J1第18節（7月23日）・清水戦)

(参考：リーグ戦以外の記録)
- 16歳8日 -  邦本宜裕 (2013年天皇杯3回戦（10月16日）・山形戦)

### 最年長試合出場
- 40歳2カ月19日 -  阿部勇樹 (2021年第38節（12月4日）・名古屋戦)

### シーズンフルタイム出場
- 田北雄気 (1996年 - 30試合、1999年 - 30試合)
- 山田暢久 (1998年 - 34試合)
- 石井俊也 (2001年 - 30試合)
- 内舘秀樹 (2002年 - 30試合)
- 坪井慶介 (2002年 - 30試合、2003年 - 30試合)
- 阿部勇樹 (2009年 - 34試合、2012年 - 34試合、2014年 - 34試合、2015年 - 34試合、2016年 - 34試合)
- 山岸範宏 (2010年 - 34試合)
- エジミウソン (2010年 - 34試合)
- 柏木陽介 (2010年 - 34試合、2013年 - 34試合)
- 永田充 (2011年 - 34試合)
- 加藤順大 (2012年 - 34試合)
- 槙野智章 (2013年 - 34試合)
- 西川周作 (2014年 - 34試合、2015年 - 34試合、2016年 - 34試合、2017年 - 34試合、2018年 - 34試合、2020年 - 34試合、2023年 - 34試合)
- 李忠成 (2014年 - 34試合)
- 武藤雄樹 (2016年 - 34試合)
- アレクサンダー・ショルツ (2023年 - 34試合)

### 最多得点
- 114得点 - 興梠慎三 ※2025年4月27日現在

### 最多連続得点試合
- 7試合 -  エメルソン (2002年1st第3節（3月16日）から第9節（7月20日）)

### シーズン最多得点
- 32得点 -  福田正博 (1995年)

### 1試合最多得点
- 4得点 -  福田正博 (1994年1st第9節（4月13日）・平塚戦)

(参考：リーグ戦以外の記録)
- 4得点 -  ワシントン (2006年ヤマザキナビスコカップ準々決勝（6月3日）・川崎戦)
- 4得点 -  盛田剛平 (2000年天皇杯2回戦（12月3日）・ホンダロックSC戦)

### GK通算最多得点
- 1得点 -  田北雄気 (1996年第30節（11月9日）・横浜F戦で得点) ※J1記録

### 最年少得点
- 17歳11か月3日 -  原口元気 (2009年第5節（4月12日）・名古屋戦)

(参考：リーグ戦以外の記録)
- 16歳8日 -  邦本宜裕 (2013年天皇杯3回戦（10月16日）・山形戦)

### 最年長得点
- 39歳8カ月3日 -  阿部勇樹 (2021年第13節（5月9日）・仙台戦)

### ハットトリック
J1
- 4得点
  -  福田正博 (1994年1st第9節（4月13日）・平塚戦)
- 3得点
  -  ルル (1994年2nd第12節（9月21日）・清水戦)
  -  大柴健二 (1998年1st第9節（4月29日）・柏戦)
  -  岡野雅行 (1998年1st第17節（8月8日）・神戸戦)
  -  エメルソン (2002年1st第5節（4月20日）・広島戦、2004年1st第6節（4月18日）・大分戦、2004年1st第9節（5月9日）・新潟戦、2004年2nd第14節（11月23日）・柏戦)
  -  永井雄一郎 (2004年2nd第2節（8月21日）・東京V戦)
  -  山瀬功治 (2004年2nd第2節（8月21日）・東京V戦)
  -  マリッチ (2005年J1第27節（10月15日）・柏戦)
  -  ワシントン (2006年第19節（8月23日）・新潟戦)
  -  田中マルクス闘莉王 (2008年第17節（7月17日）・東京V戦)
  -  エジミウソン (2009年第32節（11月21日）・磐田戦)
  -  興梠慎三 (2017年第6節（4月7日）・仙台戦、2017年第12節（5月20日）・清水戦)
  -  ファブリシオ (2018年第22節（8月15日）・磐田戦)
  -  キャスパー・ユンカー (2022年第11節（5月18日）・横浜FM戦)

J2
- 3得点
  -  阿部敏之(2000年2nd第15節（5月27日）・鳥栖戦)

(参考：リーグ戦以外の記録)
Jリーグカップ
- 4得点
  -  ワシントン (2006年準々決勝第1戦（6月3日）・川崎戦)
- 3得点
  -  トゥット (2002年予選リーグ第5戦（5月9日）・鹿島戦)
  -  エメルソン (2002年準決勝（10月2日）・G大阪戦、2003年準決勝第2戦（10月8日）・清水戦)
  -  田中達也 (2004年準決勝（10月11日）・名古屋戦)
  -  ワシントン (2006年予選リーグ第6戦（5月21日）・横浜FM戦)
  -  エジミウソン (2008年予選リーグ第2戦（3月23日）・京都戦)
  -  興梠慎三 (2016年準決勝第2戦（10月9日）・FC東京戦)

天皇杯
- 4得点
  -  盛田剛平 (2000年2回戦（12月3日）・ホンダロック戦)
- 3得点
  -  柱谷幸一 (1992年2回戦（12月6日）・富士通サッカー部戦)

### その他記録
ゴールキーパー初の得点
1996年のJリーグ第30節（11月9日）の横浜F戦で、79分にペナルティーキックを田北雄気が決め、ゴールキーパーによる初の得点を記録した（）。
1試合2名のハットトリック
2004年8月21日の東京V戦で永井雄一郎と山瀬功治の2名がハットトリックを達成。これは1998年9月26日に磐田の奥大介と高原直泰が達成して以来2例目。

## スタジアム

### ホームスタジアム
ホームスタジアムはさいたま市緑区の埼玉スタジアム（埼スタ）と、さいたま市浦和区の浦和駒場スタジアム（駒場）の2か所である（過去のホームゲーム開催スタジアムは「当項目」を参照のこと）。
駒場はJリーグ加盟当初からのホームスタジアムであり、2012年からは浦和レッズが命名権を取得しているものの、レッズ主管試合の開催はリーグ戦は2009年、リーグカップは2010年を最後に長らく行われなかった（この間天皇杯で使用した実績はあるが、天皇杯はレッズ主催ではない）。
2020年シーズンは、埼スタが2020年東京オリンピックの男子サッカーの会場となっていることから、7月5日に北海道コンサドーレ札幌戦をリーグ戦としては11年ぶりにリーグ戦の駒場での開催が本来は予定されていたが、全世界的な新型コロナウイルス感染拡大の影響によりJリーグ主催大会の日程が長期中断したことや、東京五輪自体も2021年に1年順延されたことから、日程の空きが生じたことを受け、この年の駒場での開催はなくなり、改めて再編された日程で組み込まれたその前日・7月4日の横浜F・マリノス戦は駒場ではなく埼玉スタジアムでリモートマッチ（無観客試合）として行われた。
2021年シーズンも埼スタが延期された東京オリンピックの会場となったことから、リーグ戦2試合（8月14日のサガン鳥栖戦と8月25日のサンフレッチェ広島戦）が駒場スタジアムで行われた。
2023年シーズンは埼玉スタジアムの芝生の張替え・養生工事のため、ホーム開幕戦の3月4日のセレッソ大阪、3月18日のアルビレックス新潟とのリーグ戦2試合と、3月26日のルヴァンカップ主管開幕戦・清水エスパルス戦の3試合に使用された。
同年10月、イギリスの月刊フットボール誌FourFourTwoにて掲載された「世界最高のフットボールスタジアムランキング」にて、埼玉スタジアムが32位にランクインした。
なお、浦和レッズは2020年から埼スタを含む埼玉スタジアム2002公園の指定管理者「埼玉スタジアム2002公園マネジメントネットワーク」の構成団体として参画しているが、2025年の指定管理者更新にあたっては、「団体ごとの方針や価値観の隔たりが大きい」として「埼玉スタジアム2002公園マネジメントネットワーク」から外れ、別の企業グループを結成して申し込んだが、埼玉県による選考の結果、浦和レッズ以外の3団体で構成された「埼玉スタジアム2002公園マネジメントネットワーク」が選定され、浦和レッズのグループは選に漏れた。

### 年度別観客動員記録
- 「埼玉」：埼玉スタジアム、「駒場」：浦和駒場スタジアム、「国立」：国立霞ヶ丘競技場陸上競技場
- 太字は歴代最多および最少
- 試合数および観客動員データはリーグ戦のみ（関連：日本プロサッカーリーグ#試合入場者数）。

| 年度 | 所属 | 合計 動員数 |        | 最多動員数 | 最多動員数 | 最多動員数 |        | 最少動員数 | 最少動員数 | 最少動員数 |                                            | 平均 動員数         | 試合数 | ホームゲーム開催スタジアム （太字は本拠地登録されたスタジアム） | 備考 |
| 年度 | 所属 | 合計 動員数 | 動員数 | 相手       | 会場       | 動員数     | 相手   | 会場       |            |            |                                            | 平均 動員数         | 試合数 | ホームゲーム開催スタジアム （太字は本拠地登録されたスタジアム） | 備考 |
| ---- | ---- | ----------- | ------ | ---------- | ---------- | ---------- | ------ | ---------- | ---------- | ---------- | ------------------------------------------ | ------------------- | ------ | --------------------------------------------------------------- | ---- |
| 1993 | J    | 206,265     |        | 50,348     | 清水       | 国立       |        | 8,258      | 広島       | 駒場       |                                            | 11,459              | 18     | 駒場17、国立1                                                   |      |
| 1994 | J    | 406,457     | 55,125 | V川崎      | 7,854      | 国立       | 18,475 | 22         | 広島       | 駒場       | 駒場8、大宮7 国立4、博多陸1 神戸ユ1、富山1 | [ 注 22 ]           |        |                                                                 |      |
| 1995 | J    | 508,554     | 56,652 | V川崎      | 9,168      | 国立       | 大宮   | 19,560     | 広島       | 26         | 駒場12、大宮10 国立3、新潟陸1              | [ 注 22 ] [ 注 23 ] |        |                                                                 |      |
| 1996 | J    | 364,936     | 50,974 | 京都       | 5,611      | 国立       | 福岡   | 札幌厚別   | 24,329     | 15         | 駒場11、国立3 札幌厚別1                    |                     |        |                                                                 |      |
| 1997 | J    | 328,060     | 38,707 | 広島       | 14,937     | 国立       | 横浜F  | 駒場       | 20,504     | 16         | 駒場14、国立2                              |                     |        |                                                                 |      |
| 1998 | J    | 385,994     | 46,547 | 柏         | 16,971     | 国立       | V川崎  | 駒場       | 22,706     | 17         | 駒場14、国立3                              |                     |        |                                                                 |      |
| 1999 | J1   | 319,146     | 46,401 | 鹿島       | 13,329     | 国立       | 柏     | 駒場       | 21,276     | 15         | 駒場12、国立3                              | [ 注 24 ]           |        |                                                                 |      |
| 2000 | J2   | 338,457     | 20,207 | 鳥栖       | 駒場       | 13,408     | 新潟   | 駒場       | 16,923     | 20         | 駒場20                                     | [ 注 25 ]           |        |                                                                 |      |
| 2001 | J1   | 400,799     | 60,553 | 横浜FM     | 埼玉       | 16,808     | 清水   | 駒場       | 26,720     | 15         | 駒場11、埼玉2 国立2                        | [ 注 26 ]           |        |                                                                 |      |
| 2002 | J1   | 394,445     | 57,902 | 磐田       | 埼玉       | 14,499     | 柏     | 駒場       | 26,296     | 15         | 駒場9、埼玉5 国立1                         |                     |        |                                                                 |      |
| 2003 | J1   | 432,825     | 51,195 | 鹿島       | 埼玉       | 18,335     | 京都   | 駒場       | 28,855     | 15         | 駒場8、埼玉7                               | [ 注 27 ] [ 注 28 ] |        |                                                                 |      |
| 2004 | J1   | 549,903     | 58,334 | 横浜FM     | 埼玉       | 18,029     | 柏     | 駒場       | 36,660     | 15         | 埼玉9、駒場6                               | [ 注 29 ] [ 注 30 ] |        |                                                                 |      |
| 2005 | J1   | 669,066     | 55,476 | 名古屋     | 埼玉       | 15,760     | 清水   | 駒場       | 39,357     | 17         | 埼玉13、駒場4                              |                     |        |                                                                 |      |
| 2006 | J1   | 774,749     | 62,241 | G大阪      | 埼玉       | 16,040     | 大分   | 駒場       | 45,573     | 17         | 埼玉15、駒場2                              | [ 注 31 ]           |        |                                                                 |      |
| 2007 | J1   | 793,347     | 62,123 | 鹿島       | 埼玉       | 16,709     | 神戸   | 駒場       | 46,667     | 17         | 埼玉15、駒場2                              | [ 注 32 ]           |        |                                                                 |      |
| 2008 | J1   | 809,353     | 57,050 | G大阪      | 埼玉       | 16,225     | 京都   | 駒場       | 47,609     | 17         | 埼玉16、駒場1                              |                     |        |                                                                 |      |
| 2009 | J1   | 751,565     | 53,783 | 鹿島       | 埼玉       | 18,777     | 神戸   | 駒場       | 44,210     | 17         | 埼玉16、駒場1                              |                     |        |                                                                 |      |
| 2010 | J1   | 678,994     | 55,410 | 名古屋     | 埼玉       | 21,625     | 山形   | 埼玉       | 39,941     | 17         | 埼玉17                                     | [ 注 33 ]           |        |                                                                 |      |
| 2011 | J1   | 576,477     | 54,441 | 柏         | 埼玉       | 20,240     | 福岡   | 埼玉       | 33,910     | 17         | 埼玉17                                     | [ 注 34 ]           |        |                                                                 |      |
| 2012 | J1   | 622,772     | 51,879 | 名古屋     | 埼玉       | 25,743     | 川崎   | 埼玉       | 36,634     | 17         | 埼玉17                                     |                     |        |                                                                 |      |
| 2013 | J1   | 630,701     | 54,905 | C大阪      | 埼玉       | 23,295     | 磐田   | 埼玉       | 37,100     | 17         | 埼玉17                                     | [ 注 35 ]           |        |                                                                 |      |
| 2014 | J1   | 603,770     | 56,758 | G大阪      | 埼玉       | 19,777     | 甲府   | 埼玉       | 37,736     | 17         | 埼玉17                                     | [ 注 36 ] [ 注 37 ] |        |                                                                 |      |
| 2015 | J1   | 658,668     | 53,148 | G大阪      | 埼玉       | 22,363     | 甲府   | 埼玉       | 38,746     | 17         | 埼玉17                                     | [ 注 38 ] [ 注 39 ] |        |                                                                 |      |
| 2016 | J1   | 627,898     | 56,841 | 横浜FM     | 埼玉       | 22,766     | 甲府   | 埼玉       | 36,935     | 17         | 埼玉17                                     | [ 注 30 ] [ 注 40 ] |        |                                                                 |      |
| 2017 | J1   | 570,215     | 57,447 | 鹿島       | 埼玉       | 21,603     | G大阪  | 埼玉       | 33,542     | 17         | 埼玉17                                     |                     |        |                                                                 |      |
| 2018 | J1   | 603,534     | 55,689 | 神戸       | 埼玉       | 21,250     | 名古屋 | 埼玉       | 35,502     | 17         | 埼玉17                                     |                     |        |                                                                 |      |
| 2019 | J1   | 581,135     | 54,599 | 神戸       | 埼玉       | 19,698     | G大阪  | 埼玉       | 34,184     | 17         | 埼玉17                                     |                     |        |                                                                 |      |
| 2020 | J1   |             |        |            | 埼玉       |            |        | 埼玉       |            | 17         | 埼玉17                                     | [ 注 41 ]           |        |                                                                 |      |

### カップ戦（Jリーグ杯・ACL）での主催試合使用スタジアム
出典:
GS=グループステージ（予選リーグ）、PO=プレーオフステージ、PS=プライムステージ（決勝T=決勝トーナメントと同義）
| 年度 | Jリーグ杯    | ACL    | 備考                                                                                          |
| ---- | ------------ | ------ | --------------------------------------------------------------------------------------------- |
| 1992 | 大宮3 川越1  | 不参加 |                                                                                               |
| 1993 | 大宮3        | 不参加 |                                                                                               |
| 1994 | （主催なし） | 不参加 | Jリーグ杯=完全トーナメント制                                                                  |
| 1995 | （非開催）   | 不参加 |                                                                                               |
| 1996 | 駒場7        | 不参加 |                                                                                               |
| 1997 | 駒場4        | 不参加 | Jリーグ杯=駒場・決勝T1を含む                                                                  |
| 1998 | 駒場2        | 不参加 |                                                                                               |
| 1999 | 駒場2        | 不参加 | Jリーグ杯=完全トーナメント制                                                                  |
| 2000 | 駒場1        | 不参加 | Jリーグ杯=完全トーナメント制                                                                  |
| 2001 | 駒場3        | 不参加 | Jリーグ杯=完全トーナメント制                                                                  |
| 2002 | 駒場4        | 不参加 | Jリーグ杯=駒場・決勝T1を含む                                                                  |
| 2003 | 駒場5        | 不参加 | Jリーグ杯=駒場・決勝T2を含む                                                                  |
| 2004 | 埼玉1 駒場2  | 不参加 | Jリーグ杯=埼玉・決勝T1のみ                                                                    |
| 2005 | 埼玉3 駒場3  | 不参加 | Jリーグ杯=埼玉・駒場とも決勝T1ずつ含む                                                        |
| 2006 | 埼玉1 駒場3  | 不参加 | Jリーグ杯=駒場・決勝T1含む                                                                    |
| 2007 | 埼玉1        | 埼玉6  | ACL=埼玉・決勝T3を含む                                                                        |
| 2008 | 埼玉2 駒場1  | 埼玉2  | ACL=埼玉・決勝T2のみ （前回優勝につき準々決勝からシード）                                     |
| 2009 | 埼玉3 駒場1  | 不参加 | Jリーグ杯=埼玉・決勝T1含む                                                                    |
| 2010 | 埼玉2 駒場1  | 不参加 |                                                                                               |
| 2011 | 埼玉3        | 不参加 | Jリーグ杯=完全トーナメント制                                                                  |
| 2012 | 埼玉3        | 不参加 |                                                                                               |
| 2013 | 埼玉2        | 埼玉3  | Jリーグ杯=埼玉・決勝T2のみ （ACL出場につき準々決勝からシード）                                |
| 2014 | 埼玉4        | 不参加 | Jリーグ杯=埼玉・決勝T1含む                                                                    |
| 2015 | 埼玉1        | 埼玉3  |                                                                                               |
| 2016 | 埼玉3        | 埼玉3  | Jリーグ杯=埼玉・決勝T3のみ （ACL出場につき準々決勝からシード）                                |
| 2017 | 埼玉1        | 埼玉7  | Jリーグ杯=埼玉・決勝T1のみ （ACL出場につき準々決勝からシード）                                |
| 2018 | 埼玉4        | 不参加 | Jリーグ杯=埼玉・PO1含む                                                                       |
| 2019 | 埼玉1        | 埼玉7  | Jリーグ杯=埼玉・PS1のみ （ACL出場につき準々決勝からシード） ACL=埼玉・決勝T4含む              |
| 2020 | 埼玉1        | 不参加 | Jリーグ杯=当初のGSは埼玉3の予定だったが、 新型コロナウィルスによる日程変更で1試合のみとなった |

### 最多観客動員試合

#### J1
ホーム
- 62,241人（2006年第34節・G大阪戦、埼玉スタジアム2002）
※J1リーグ戦観客動員史上2位
  - 9,822人（1994年1st第22節・横浜M戦、駒場競技場 - 改修前）
  - 22,150人（1995年2nd第8節・磐田戦、駒場スタジアム - 改修後）
  - 10,354人（1995年1st第26節・横浜F戦、大宮公園サッカー場）
  - 56,652人（1995年1st第13節・V川崎戦、国立競技場）

アウェイ
- 61,246人（2008年第1節・横浜FM戦、日産スタジアム）

参考（リーグ戦以外の最高）
- 64,899人（2004サントリーチャンピオンシップ第1戦・横浜FM戦、横浜国際総合競技場）
※Jリーグ主催公式戦史上最高観客動員
- 67,005人（FIFAクラブワールドカップ2007準決勝・ACミラン戦、横浜国際総合競技場）
※レッズ出場公式戦史上最高観客動員

#### J2
ホーム
- 20,207人（2000年第44節・鳥栖戦、駒場スタジアム）

アウェイ
- 19,825人（2000年第25節・札幌戦、札幌厚別公園競技場）

### 最少観客動員試合

#### J1
ホーム
- 5,611人（1996年第21節・福岡戦、札幌厚別公園競技場）
  - 7,854人（1994年1st第4節・広島戦、駒場競技場 - 改修前）
  - 13,329人（1999年2nd第2節・柏戦、駒場スタジアム - 改修後）
  - 9,168人（1995年1st第22節・広島戦、大宮公園サッカー場）
  - 28,054人（2002年1st第9節・札幌戦、国立霞ヶ丘競技場）
  - 19,977人（2014年第29節・甲府戦、埼玉スタジアム2002）
- ※2014年の無観客試合を除く

アウェイ
- 3,610人（1997年2nd第1節・市原戦、市原臨海競技場）

#### J2
ホーム
- 13,408人（2000年第26節・新潟戦、駒場スタジアム）

アウェイ
- 4,891人（2000年第34節・甲府戦、山梨県小瀬スポーツ公園陸上競技場）

## ユニフォーム

### チームカラー
- 赤[1]

### ユニフォームスポンサー
| 掲出箇所   | スポンサー名                   | 表記                        | 掲出年                   | 備考                                                                                                  |
| ---------- | ------------------------------ | --------------------------- | ------------------------ | --- |
| 胸         | ポラス                         | POLUS                       | 2013年 - 2019年 2021年 - | リーグ戦、カップ戦に掲載 2020年は背中                                                                 |
| 胸         | 三菱重工業                     | MITSUBISHI HEAVY INDUSTRIES | 2017年 2019年 2022年 -   | ACLに掲載                                                                                             |
| 鎖骨       | 堀川産業                       | EneCle                      | 2019年 -                 | 両側に掲出                                                                                            |
| 背中上部   | 三菱重工業                     | MITSUBISHI HEAVY INDUSTRIES | 2017年 - 2019年 2021年 - | 2020年は胸                                                                                            |
| 背中下部   | 凸版印刷                       | TOPPAN                      | 2022年 -                 | [ 75 ]                                                                                                |
| 袖         | 三菱自動車工業                 | MITSUBISHI MOTORS           | 2017年 -                 | 創設 - 2004年は胸 2006年はパンツ 2005年、2007年 - 2016年は背中上部 2013年、2015年 - 2016年はACL用の胸 |
| パンツ前面 | ディー・エイチ・エル・ジャパン | DHL                         | 2009年 -                 | 2007年 - 2008年は国際試合用の胸                                                                       |
| パンツ背面 | T&S                            | NEXT PROTEIN                | 2021年 -                 | [ 76 ]                                                                                                |

- スポンサーではないが、背中最下部に国際連合承認のNGO「国連の友アジアパシフィック（FOUNAP）」との連携による「SPORTS FOR PEACE!」のロゴが入っている（2013年 - ）。同様にスポンサーではないが、クラブの誇り「We are REDS!」が同じ部分に入れられている（2006年 - ）。
- 左胸のエンブレム上に星（★）が横並びで3つ付けられているが、2017年までは両端が2004年のJ1・2ndステージおよび2006年のJ1リーグ、真ん中の大きな星がAFCチャンピオンズリーグ2007の各優勝を表していた[77]。2018年からは、前年にAFCチャンピオンズリーグ2017にて優勝したことに伴い、左右2つの大きな星が2つのACL優勝を、その間の小さな星が2006年のJリーグ優勝を表すようにデザインが変更された[78]。AFCチャンピオンズリーグ2023/24以降は、J1リーグおよびACLのタイトルを同一の★のサイズで表現する[79]。
- 2007年シーズンは、2006年のJ1リーグ年間優勝クラブであるため、日本サッカー協会のシンボルである八咫烏の付いたチャンピオン・エンブレムが右袖についていた。

### 練習着（プラクティスウェア）スポンサー
- DHL、三菱自動車工業、カブドットコム証券、トーシンパートナーズ[80]、三菱UFJニコス、メディカル・ケア・サービス、三菱重工業、三菱パワー（2021年 -）[81]

### ユニフォームサプライヤーの遍歴
- 1992年：プーマ
- 1993年 - 1996年：リーグ戦はミズノ（93年、94年のリーグ戦モデル（2nd・FP用）の組み合わせは、シャツ=水色、パンツ=黒、ストッキング=水色）、カップ戦はプーマ
- 1997年：リーグ戦はアンブロ、カップ戦はプーマ
- 1998年 - 2003年：プーマ
- 2004年 - 現在：ナイキ

### 歴代ユニフォーム
| FP 1st      | FP 1st      | FP 1st      | FP 1st | FP 1st |
| ----------- | ----------- | ----------- | ------ | ------ |
| 1992        | 1993 - 1994 | 1995 - 1996 | 1997   | 1998   |
| 1999 - 2000 | 2001 - 2002 | 2003        | 2004   | 2005   |
| 2006        | 2007        | 2008        | 2009   | 2010   |
| 2011        | 2012        | 2013        | 2014   | 2015   |
| 2016        | 2017        | 2018        | 2019   | 2020   |
| 2021        | 2022        | 2023        | 2024   | 2025 - |
|             |             |             |        |        |

| FP 2nd      | FP 2nd      | FP 2nd      | FP 2nd      | FP 2nd      |
| ----------- | ----------- | ----------- | ----------- | ----------- |
| 1992        | 1993 - 1994 | 1995 - 1996 | 1997        | 1998        |
| 1999 - 2000 | 2001 - 2002 | 2003        | 2004 - 2005 | 2006 - 2007 |
| 2008 - 2009 | 2010        | 2011        | 2012        | 2013        |
| 2014        | 2015        | 2016        | 2017        | 2018        |
| 2019        | 2020        | 2021        | 2022        | 2023        |
| 2024        | 2025 -      |             |             |             |
|             |             |             |             |             |

| FP Other                    | FP Other                                              | FP Other                                              | FP Other                | FP Other       |
| --------------------------- | ----------------------------------------------------- | ----------------------------------------------------- | ----------------------- | -------------- |
| 1992 - 1993 · CUP 1st       | 1992 - 1993 · CUP 2nd                                 | 1994 - 1996 · CUP 1st                                 | 1994 - 1996 · CUP 2nd   | 1997 · CUP 1st |
| 1997 · CUP 2nd              | 2012 3rd                                              | 2013 3rd                                              | 2014 3rd                | 2017 3rd       |
| 2019 3rd                    | 2020 3rd                                              | 2022 · PSG戦                                          | 2022 · フランクフルト戦 | 2023 3rd       |
| 2023 · ACL2022 · ファイナル | ACL2023/24 · 1st · FIFAクラブワールドカップ2023 · 1st | ACL2023/24 · 2nd · FIFAクラブワールドカップ2023 · 2nd | 2024 3rd                | 2025 3rd       |
|                             |                                                       |                                                       |                         |                |

### 歴代ユニフォームスポンサー表記
| 年度 | 箇所                                | 箇所   | 箇所   | 箇所                        | 箇所            | 箇所              | 箇所              | 箇所         | サプライヤー  |
| 年度 | 胸                                  | 鎖骨左 | 鎖骨右 | 背中上部                    | 背中下部        | 袖                | パンツ前面        | パンツ背面   | サプライヤー  |
| 1992 | GALANT                              | 解禁前 | 解禁前 | -                           | 解禁前          | -                 | -                 | 解禁前       | PUMA          |
| 1993 | MITSUBISHI MOTORS / MIRAGE          | 解禁前 | 解禁前 | WordPerfect                 | 解禁前          | -                 | -                 | 解禁前       | Mizuno / PUMA |
| 1994 | MITSUBISHI MOTORS / MIRAGE          | 解禁前 | 解禁前 | WordPerfect                 | 解禁前          | -                 | -                 | 解禁前       | Mizuno / PUMA |
| 1995 | MITSUBISHI MOTORS / MIRAGE          | 解禁前 | 解禁前 | COMPAQ                      | 解禁前          | -                 | -                 | 解禁前       | Mizuno / PUMA |
| 1996 | MITSUBISHI MOTORS / MIRAGE          | 解禁前 | 解禁前 | COMPAQ                      | 解禁前          | -                 | -                 | 解禁前       | Mizuno / PUMA |
| 1997 | MITSUBISHI MOTORS / MIRAGE          | 解禁前 | 解禁前 | COMPAQ                      | 解禁前          | -                 | -                 | 解禁前       | UMBRO / PUMA  |
| 1998 | MITSUBISHI MOTORS / MIRAGE          | 解禁前 | 解禁前 | COMPAQ                      | 解禁前          | -                 | -                 | 解禁前       | PUMA          |
| 1999 | MIRAGE Dingo / MITSUBISHI MOTORS    | 解禁前 | 解禁前 | COMPAQ                      | 解禁前          | トーシン          | -                 | 解禁前       | PUMA          |
| 2000 | MIRAGE Dingo / MITSUBISHI MOTORS    | 解禁前 | 解禁前 | COMPAQ                      | 解禁前          | トーシン          | -                 | 解禁前       | PUMA          |
| 2001 | PAJERO / MITSUBISHI MOTORS          | 解禁前 | 解禁前 | COMPAQ                      | 解禁前          | トーシン          | -                 | 解禁前       | PUMA          |
| 2002 | PAJERO / MITSUBISHI MOTORS          | 解禁前 | 解禁前 | COMPAQ                      | 解禁前          | トーシン          | Smilebit          | 解禁前       | PUMA          |
| 2003 | COLT / MITSUBISHI MOTORS            | 解禁前 | 解禁前 | hp                          | 解禁前          | トーシン          | Smilebit          | 解禁前       | PUMA          |
| 2004 | MITSUBISHI MOTORS                   | 解禁前 | 解禁前 | FUSO                        | 解禁前          | トーシン          | SEGA              | 解禁前       | NIKE          |
| 2005 | vodafone                            | 解禁前 | 解禁前 | MITSUBISHI MOTORS           | 解禁前          | トーシン          | SEGA              | 解禁前       | NIKE          |
| 2006 | vodafone                            | 解禁前 | 解禁前 | FUSO                        | 解禁前          | トーシン          | MITSUBISHI MOTORS | 解禁前       | NIKE          |
| 2007 | ƧAVAS / DHL                         | 解禁前 | 解禁前 | MITSUBISHI MOTORS           | 解禁前          | トーシン          | FUSO              | 解禁前       | NIKE          |
| 2008 | ƧAVAS / DHL                         | 解禁前 | 解禁前 | MITSUBISHI MOTORS           | 解禁前          | トーシン          | FUSO              | 解禁前       | NIKE          |
| 2009 | ƧAVAS                               | 解禁前 | 解禁前 | MITSUBISHI MOTORS           | 解禁前          | トーシン          | DHL               | 解禁前       | NIKE          |
| 2010 | ƧAVAS                               | 解禁前 | 解禁前 | MITSUBISHI MOTORS           | 解禁前          | トーシン          | DHL               | 解禁前       | NIKE          |
| 2011 | ƧAVAS                               | 解禁前 | 解禁前 | MITSUBISHI MOTORS           | 解禁前          | トーシン          | DHL               | 解禁前       | NIKE          |
| 2012 | ƧAVAS                               | 解禁前 | 解禁前 | MITSUBISHI MOTORS           | 解禁前          | トーシン          | DHL               | 解禁前       | NIKE          |
| 2013 | POLUS / MITSUBISHI MOTORS           | 解禁前 | 解禁前 | MITSUBISHI MOTORS           | 解禁前          | トーシン          | DHL               | 解禁前       | NIKE          |
| 2014 | POLUS                               | 解禁前 | 解禁前 | MITSUBISHI MOTORS           | 解禁前          | トーシン          | DHL               | 解禁前       | NIKE          |
| 2015 | POLUS / MITSUBISHI MOTORS           | 解禁前 | 解禁前 | MITSUBISHI MOTORS           | 解禁前          | TOSHIN PARTNERS   | DHL               | 解禁前       | NIKE          |
| 2016 | POLUS / MITSUBISHI MOTORS           | 解禁前 | 解禁前 | MITSUBISHI MOTORS           | -               | TOSHIN PARTNERS   | DHL               | 解禁前       | NIKE          |
| 2017 | POLUS / MITSUBISHI HEAVY INDUSTRIES | 解禁前 | 解禁前 | MITSUBISHI HEAVY INDUSTRIES | KFC             | MITSUBISHI MOTORS | DHL               | 解禁前       | NIKE          |
| 2018 | POLUS                               | -      | -      | MITSUBISHI HEAVY INDUSTRIES | KFC             | MITSUBISHI MOTORS | DHL               | 解禁前       | NIKE          |
| 2019 | POLUS / MITSUBISHI HEAVY INDUSTRIES | EneCle | EneCle | MITSUBISHI HEAVY INDUSTRIES | Shimachu HOME’S | MITSUBISHI MOTORS | DHL               | 解禁前       | NIKE          |
| 2020 | MITSUBISHI HEAVY INDUSTRIES         | EneCle | EneCle | POLUS                       | Shimachu HOME’S | MITSUBISHI MOTORS | DHL               | -            | NIKE          |
| 2021 | POLUS                               | EneCle | EneCle | MITSUBISHI HEAVY INDUSTRIES | Shimachu HOME’S | MITSUBISHI MOTORS | DHL               | NEXT PROTEIN | NIKE          |
| 2022 | POLUS / MITSUBISHI HEAVY INDUSTRIES | EneCle | EneCle | MITSUBISHI HEAVY INDUSTRIES | TOPPAN          | MITSUBISHI MOTORS | DHL               | NEXT PROTEIN | NIKE          |
| 2023 | POLUS / MITSUBISHI HEAVY INDUSTRIES | EneCle | EneCle | MITSUBISHI HEAVY INDUSTRIES | TOPPAN          | MITSUBISHI MOTORS | DHL               | NEXT PROTEIN | NIKE          |

- 国際大会（ACLなど）の試合時は規定により胸広告のみ掲出。
- 2007年および2008年はリーグ戦、カップ戦は「ƧAVAS」・ACLは「DHL」、2013年・2015年 - 2016年はリーグ戦、カップ戦は「POLUS」・ACLは「MITSUBISHI MOTORS」、2017年・2019年・2022年はリーグ戦、カップ戦は「POLUS」・ACLは「MITSUBISHI HEAVY INDUSTRIES」。

## パートナー（スポンサー）
出典:

## アカデミー
2003年に別々であった育成と編成を統合。以降、アカデミーの充実に力を注ぐことになる。
2016年、矢島慎也がアカデミー出身選手として初めてオリンピック日本代表に選出され、本大会出場を果たし得点も決めた。
2018年、原口元気がアカデミー出身選手として初めてFIFAワールドカップ日本代表に選出され、本大会出場を果たし得点も決めた。
2024年、荻原拓也がアカデミー出身選手として初めてUEFAチャンピオンズリーグに出場を果たし、得点も決めた。
2025年、松尾佑介がアカデミー出身選手として初めてFIFAクラブワールドカップで得点を決めた。
2025年現在、アカデミー出身選手として以下の選手が各国A代表に選出されている。
- 日本代表
  - 伊藤敦樹, 宇賀神友弥, 鈴木彩艶, 角田涼太朗, 橋岡大樹, 原口元気, 山田直輝
- フィリピン代表
  - 佐藤大介
- 香港代表
  - 中村祐人

### ユース
2008年の高円宮杯全日本ユース(U-18)サッカー選手権大会で優勝するなど、ユース世代のチームとしても頭角を表してきている。
タイトル
- 高円宮杯全日本ユース(U-18)サッカー選手権大会：1回
  - 2008
- 高円宮杯 JFA U-18サッカープリンスリーグ関東1部：1回
  - 2016
- 日本クラブユースサッカー選手権 (U-18)大会：1回
  - 1997
- Jユースカップ：1回
  - 2015
- イギョラカップ：1回
  - 2017
- Jリーグインターナショナルユースカップ：1回
  - 2015
- The JSSL Professional Academy 7s：1回
  - 2018

### ジュニアユース
ジュニアユース世代でも指折りの強豪チームである。
タイトル
- 高円宮杯 JFA 全日本U-15サッカー選手権大会：3回
  - 2005, 2013, 2024
- 関東ユース(U-15)サッカーリーグ(1部)：3回
  - 2009, 2013, 2015
- 日本クラブユースサッカー選手権(U-15)大会：2回
  - 2001, 2005

### ジュニア
2013年よりジュニアが新設され活動を開始している。
4種(小学生年代)で実績を残している埼玉県下の小学生を対象にセレクションを実施している。
セレクション応募者数はトップチームの人気とあいまって全国でも有数である。
 タイトル 
- 磐田U-12国際サッカー大会：1回
  - 2022

### 出身選手
- 浦和レッドダイヤモンズの選手一覧#育成組織出身者

### ハートフルスクール
また、ハートフルクラブの一環として小学生向けのサッカースクール（「ハートフルスクール」）を浦和駒場スタジアム、レッズランド、東松山、くまがやドーム、埼玉スタジアム、与野八王子で開催している。

## マスコット
- レディア(Redia) (1992年3月31日誕生)

浦和市（当時）生まれ。この日行われたクラブ発足記者会見で発表され、同年6月10日に命名された。伊勢丹浦和店前の歩道には、選手の足型とともにレディアの足型が埋め込まれている他、北浦和駅周辺にはレディアの像がある。
- フレンディア(Friendia) (1997年1月26日にレディアと結婚)
- シャーレくん(Schalekun) (2006年12月2日誕生)
- ディアラちゃん(Diarachan) (2006年12月2日誕生)

## エンブレム
エンブレムはクラブ発足時から2001年1月までは縦長の菱形にサッカーボールの上半分と"MITSUBISHI URAWA FC"というロゴが書かれたものであったが、2001年2月から現行のものに変更された。現行のエンブレムには埼玉県のサッカーの発祥の地である埼玉県師範学校（現在の埼玉大学教育学部の前身校の一つ）の校舎「鳳翔閣」や埼玉県の県花であるサクラソウが描かれている。

## ロゴ
初代ロゴは、クラブ創立から2代目ロゴ発表まで使用された。
2018年2月1日、クラブ設立25周年を機に、クラブの価値観や行動規範を具現化した2代目ロゴが発表された。デザインは日本デザインセンターが手掛けた。デザインはエンブレムとの親和性を考えたシンプルなものとし、一文字ずつのエッジに配した、フラッグを想起させる三角形のフォルムには、浦和レッズの熱く前向きな姿勢と「人・街・サッカー」の意味を込め、未来に向かって加速する姿を表現している。

## 入場曲・ 公式ソング
- ファースト・インプレッション - Jリーグ開幕当初、佐藤仁司広報グループ・チーフマネジャーを中心とした数名のスタッフが、市販されていない著作権なしのフリーユースのサウンド・ライブラリーを試聴し、7曲目辺りで流れたこの曲に皆の関心が集まったことから選ばれた。
- We are Diamonds - レッズのオフィシャルソング。原曲はロッド・スチュワートの「セイリング」。埼玉スタジアムでのホームゲームでバックスタンドのアッパースタンドの最上部にその歌詞が掲げられている。ホーム・アウェイにかかわらず勝利後に歌われるので、サポーターの間では通称「勝利の歌」として親しまれているが、必ずしも歌われるわけではなく、カップ戦第1戦がホームの場合や連敗中などの理由で自粛する事がある。この曲を契機として、2009年にはスチュワートと加藤順大との対談が行われている[91]。元々はサポーターだけが歌っていたが、2012年から槙野智章の発案により、ホームゲームに限って選手とともに歌うようになった[92]。
- GO! REDS GO! - 「We are Diamonds」のカップリング曲。スタジアムで選手紹介時にかかっていたが、リニューアルに伴い2012年シーズンで終了[93]。
- KEEP ON RISING! - レッズのオフィシャルサポーターズソング。2007年10月からJR浦和駅の京浜東北線南行（東京・横浜方面）ホームで、発車メロディーに採用されている。また、同じく埼玉スタジアムでレッズ戦がある場合に限り埼玉高速鉄道浦和美園駅でも発車メロディーに採用されている。

## サポーター

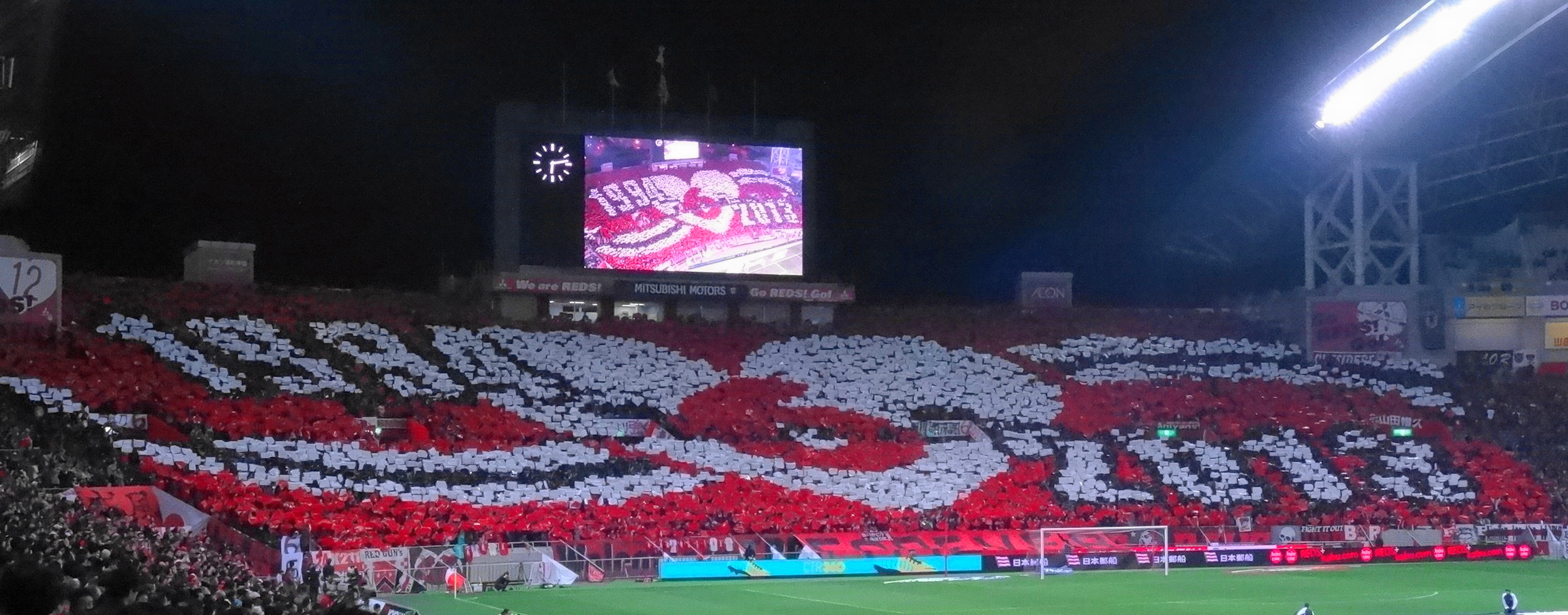
2013年、引退する山田暢久に向けてサポーターが描いたビジュアルサポート（人文字）

1993年のJリーグ開幕当初から熱狂的なサポーターを獲得していることで知られている。
初期の応援を担った「クレイジー・コールズ」のリーダー吉沢康一はロックを基調にした応援スタイルとチームに対するサポーターの気持ちを広め、今に続くサポーターの応援の原型を作り上げた。そのスタイルは、1997年から2014年にかけて活動していた「URAWA BOYS」及び同団体を中心とした連合体「クルバ・エスト」にも受け継がれた。また、「日本一のサポーター」と形容されることもあるが、経済産業省関東経済産業局は「Jリーグ開幕当初はチームが弱く、『俺たちが支えよう』という気持ちの醸成が一助となった」、2006年12月4日付けの『読売新聞』は「応援の原型を作り上げたサポーターがメディアに取り上げられ、盛り上がり次々に若者が集まった」ことを理由の一つとしている。
また、熱狂的である点は海外からも認知されており、フランス誌『So Foot』は世界のサポーター10選を紹介し、その中に日本の浦和レッズが世界9位に選出された。この企画で紹介されたチームの中でアジアから選ばれたのは浦和のみで、ヨーロッパが7チーム、南米とアフリカからそれぞれ1チームとなっている。2014年フランス『ラ・グリンタ』の「2013-14シーズンのコレオグラフィー・トップ10」で世界7位に選ばれた。2017年、スルガ銀行チャンピオンシップ2017でシャペコエンセ（ブラジル）と対戦した際、同クラブの復興を願いトップチームやレディースチームのホームゲーム会場等で、義援金募金活動（募金合計:4,246,634円）を行った。さらに浦和レッズサポーターは募金活動への参加に加え、「サッカーを愛する仲間として、何か力になりたい」という思いから試合終了直後、ポルトガル語で「世界の舞台でもう一度会おう、友よ！」と書かれた横断幕と共に、緑色のビジュアルシートでゴール裏のスタンドを埋めた。その際に使用したビジュアルシートを、企画主旨に賛同したDHLジャパンの輸送支援を受けシャペコエンセへ贈呈した。また、AFCチャンピオンズリーグ2017で浦和が優勝した際、公式Twitterで祝福のメッセージが送られた。同年、アメリカ『フォックス・スポーツ』による「最も筋金入りのファンを持つ5クラブ」に、CAリーベル・プレート（アルゼンチン）、ガラタサライSK（トルコ）、リヴァプールFC（イングランド）、FCバルセロナ（スペイン）と並び選出された。
一方で、熱狂的であるが故にトラブルを引き起こすサポーターも存在しており、2000年以降、サポーター起因によるクラブへの懲罰事案は11件発生している。
2013年の清水戦（アウェイ）では試合前に相手チーム選手が乗ったバスに対して爆竹や発煙筒を投げつけた後、入場を制止した警備員に対し暴行を加えた容疑で4人が逮捕された。
2014年3月8日の鳥栖戦（ホーム）で起きた浦和レッズ差別横断幕事件によりクラブは史上初の無観客試合開催という重い制裁を受けた。この事件をきっかけとして、レッズレディースを含むすべての直系育成チーム の試合における横断幕（ビッグフラッグ、ゲートフラッグ、人文字、プラカードも含む）、大旗の使用をアウェイ・ホーム開催を含め一切禁止する自主規制が一時期実施され、「URAWA BOYS」を含むサポータークラブ連合体『クルバ・エスト』を構成する11組のサポーターズクラブが解散した。また、「URAWA BOYS」は2018年より活動を再開している。。
2022年には5月21日の鹿島戦（ホーム）でサポーターが試合前および試合中に「Jリーグ新型コロナウイルス対策ガイドライン」に違反する秩序を乱す行為（声出しによる応援など）を行った事、また同年7月2日のG大阪戦（アウェイ）でも同様の行為が行われ、過去にも同様の行為を繰り返されたことを重視し、クラブに対し過去最高額となる罰金2,000万円と譴責処分が科せられた。
2023年8月2日の天皇杯4回戦・名古屋戦で浦和サポーター70人以上がCSアセット港サッカー場で暴徒化し、名古屋サポーターへの威嚇行為や警備員などへの暴行、横断幕などへの破壊行為を行い、愛知県警察が出動する暴動が発生した。当該サポーターに関しては日本サッカー協会（JFA）が同月31日に国内各カテゴリの試合について17人を無期限の入場禁止、1人を5試合の入場禁止とする処分を行ったが、クラブに関しては同年9月19日のJFA規律委員会で、2024年の天皇杯参加資格の剥奪と譴責処分が科された。このように不祥事が依然として続いている事から、クラブ・サポーターの自浄作用のなさについて各方面から問題提起されている。今回の天皇杯での暴動行為を受け、浦和レッズでは10月26日、日本サッカー協会やJリーグなどに定めのない、「永久入場禁止処分」や「損害賠償請求権」などの行使を含む、クラブ独自の処分基準を設け、大会規定の許す限りはクラブ主体で処分をすることを発表した。
再発防止策の検討を進めてきた第三者委員会は「浦和サポーターは『荒っぽいことをしても許される』という浦和内部の“当たり前”が社会の規範からズレている」と浦和レッズとサポーターで暗黙の了解としていた事に加えて、Jリーグの他のクラブにおいても異常な罵詈雑言やサポーター内の過剰な私設ルールを"熱い応援"として"よし"としているJリーグサポーター全体の問題を文章にして明確に指摘した。そして、これまでの処分規定を刑事告訴や損害賠償請求などの法的措置を求めた。

## メディア
- テレビ
  - REDS TV GGR（テレビ埼玉）毎週金曜 23:30-24:00（再放送）翌日土曜 7:30-8:00
  - REDS NAVI（テレ玉）2010年を持って放送終了。
  - REDS! GET GOAL!（J:COM さいたま、J:COM 東上、J:COM 所沢、J:COM 川口戸田、J:COM 北関東：ケーブルテレビ・制作 ジェイコムさいたま）インタビュアー 河合貴子
  - スーパーJリーグマッチ（テレ玉）ホームゲームの大半を中継
  - REDS REVIEW（スカパー!・スカチャン1（CS801、Ch.581、Ch.181）、BSスカパー!、スカパー！オンデマンド）
- ラジオ
  - WARMING UP MUSIC（NACK5）
    - 「ALL THE REDS」 毎週月〜金曜 6:53-
    - 「SPORTS SHOT」 毎週月〜金曜 7:26-
    - 「HEART BEAT REDS」 毎週月〜金曜 8:26-

  - FUN FUN SOCCER（NACK5） 毎週土曜 6:00-7:00　2016年9月をもって終了
  - REDS WAVE（87.3 MHz) 「24時間いつ聴いてもレッズ」をコンセプトにしたコミュニティFM。浦和レッズと浦和をメインとするさいたま市の街の情報が中心で2005年12月に開局した。
  - 週刊☆サッカー王国 （NHK-FM さいたま放送局） 毎週金曜 18:00-18:50
- 新聞・雑誌
  - 埼玉新聞 (地方紙)
  - 浦和レッズマガジン（フロムワン発行、朝日新聞出版発売）浦和レッズ専門雑誌
  - 浦和フットボール通信（フリーペーパー）浦和レッズ・浦和の街の情報を集めた季刊誌
  - マッチデープログラム 1992年のJリーグカップ以降、全てのホームゲームにおいて発行されている（その他、カップ戦の決勝戦の際にも発行され、シーズン開幕前には増刊号が発行される）。定価は税込み300円（2005年、2006年は200円であった）。2004年までは地元の埼玉新聞が編集を行っていたが、2005年から浦和レッズが直接携わり、編集は埼玉新聞に勤務していた清尾淳が一貫して担当し続けている。略して「MDP」という呼び方は、特に浦和レッズのマッチデープログラムを呼ぶのに使われる。
  - 朝日新聞タブロイド紙レッズトゥモロー 2007年からパートナーの朝日新聞が埼玉県内限定でホームゲーム前日に発行する4ページタブロイド紙を始めた。浦和レッズが編集しており、浦和レッズに関する情報が掲載されている。1回当たりの発行部数は60万部で、年間約25回発行される。サッカー専門の紙媒体としては、日本で最大部数となっている。
  - Little Diamonds ユース、ジュニアユースの活動を紹介するリポートで毎月1回発行。レッドボルテージおよび大原のクラブハウスのサポーターズカフェで閲覧できるほか、クラブの公式サイトからPDFで閲覧できる（2010年4月4日配布のNo.48が最終号となった）。
    - Little Diamonds
- インターネット
  - 浦和レッズ・オフィシャル・ウェブサイト 浦和レッズが発信する公式ホームページ。通常のニュースや情報のほか、動画による配信もある。
  - 浦和レッズモバイル 浦和レッズが運営する有料の携帯サイト。
  - レッズプレス 外部メディアが運営する有料の非公式携帯サイト。

## ホームタウン浦和

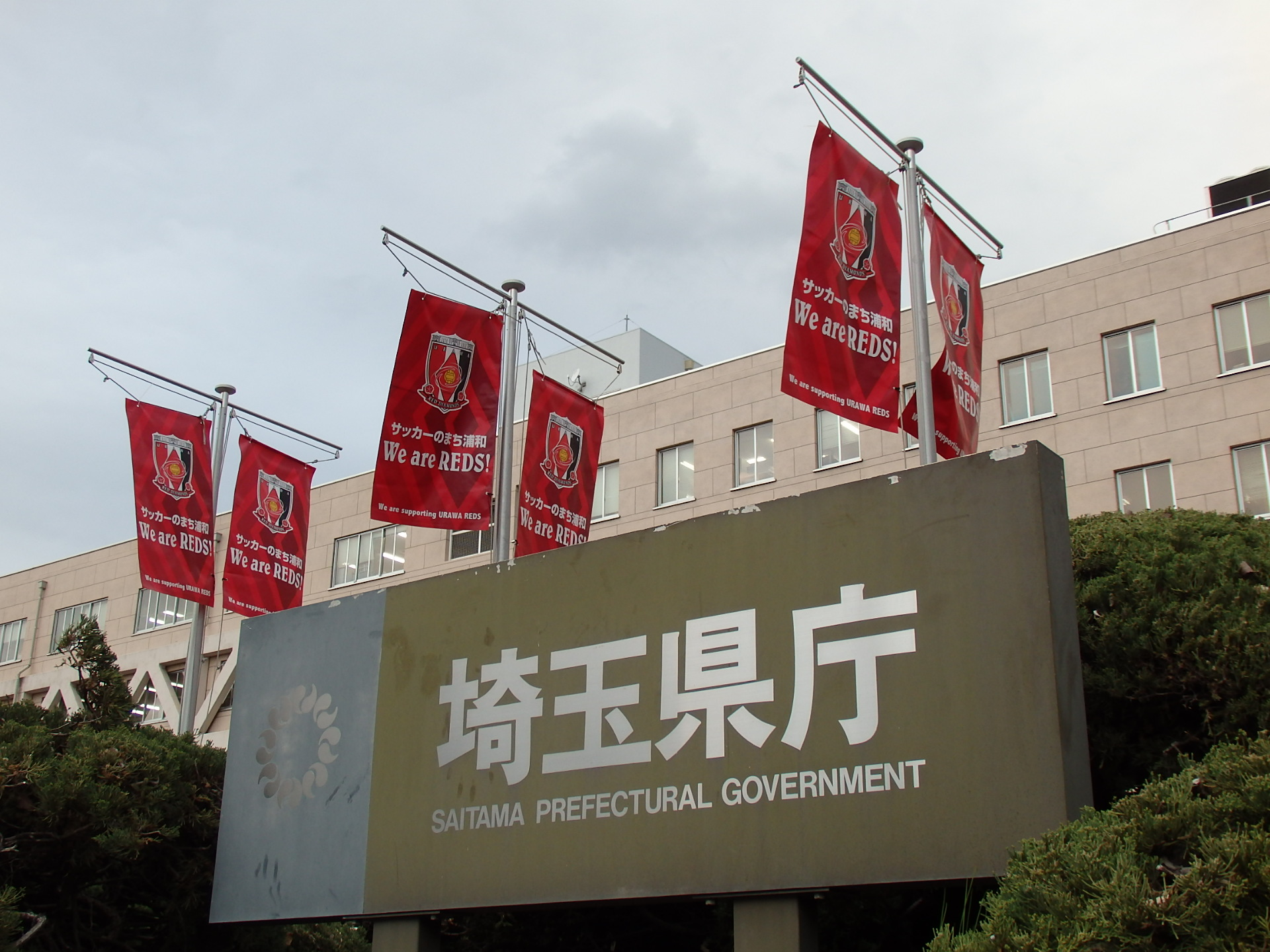
浦和区内のレッズの旗

旧浦和市域（浦和地区）には、2023年時点で約60万人が居住し、桜区、浦和区、南区、緑区に分かれている。サッカーが盛んな地域という他、県立浦和高校や浦和画家などに象徴される文教都市や、高級住宅街としても知られている。
緑区の埼玉スタジアムを筆頭に、各区に浦和レッズに関連した施設が所在する。桜区にはレッズランド、埼玉大学が所在している。浦和区には浦和駒場スタジアムや大原サッカー場、レッドボルテージなどの施設があり、伊勢丹浦和店ルイ・ヴィトン前には主要選手の手形や足形のレリーフが毎年設置されている（伊勢丹浦和店#浦和レッズレリーフを参照）。また浦和駅1番線の発車メロディとしてオフィシャルサポーターソング『Keep On Rising』が使われている。そして南区には漫画・アニメ『赤き血のイレブン』の舞台のモデルである浦和南高校が所在する。サッカーの街浦和としてさいたま市役所や埼玉県庁などにおいてもポスターや旗の掲示を行っている。
埼玉スタジアムには浦和駅からの直行バスが運行されており、浦和駒場スタジアムがホームスタジアムだった頃と変わらず、週末には浦和駅周辺でもサポーターをみることができる。
また、各区とも駅周辺や商店街などを中心に浦和レッズの赤い幟や旗が掲げられており、中央区（本町通りや北与野駅）や岩槻区、越谷市（主要スポンサーのポラス本社が所在）などの旧浦和市域以外でも旗や幟をみることができる。

## 決算
浦和レッズの決算は、つぎのとおり。

### 損益
| 年度 | 収入  | 広告料 | 入場料 | 配分 | その他 | 費用  | 事業費 | 人件費 | 管理費 | 利益 | 純利益 |
| ---- | ----- | ------ | ------ | ---- | ------ | ----- | ------ | ------ | ------ | ---- | ------ |
| 2005 | 5,805 | 1,660  | 1,949  | 549  | 1,647  | 5,448 | 4,986  | 2,342  | 462    | 357  | 167    |
| 2006 | 7,078 | 2,288  | 2,531  | 688  | 1,571  | 6,855 | 5,934  | 2,499  | 921    | 223  | 156    |
| 2007 | 7,964 | 2,384  | 3,008  | 835  | 1,737  | 7,744 | 6,958  | 2,841  | 786    | 220  | 62     |
| 2008 | 7,091 | 2,374  | 2,866  | 350  | 1,501  | 7,057 | 6,149  | 2,406  | 908    | 34   | 24     |
| 2009 | 6,432 | 2,735  | 2,461  | 336  | 900    | 6,358 | 5,595  | 2,464  | 763    | 74   | 6      |
| 2010 | 5,625 | 2,256  | 2,249  | 279  | 841    | 5,898 | 5,217  | 2,282  | 681    | -273 | -260   |

- 金額の単位: 百万円
- 人件費は事業費に含まれる。

出典: 各年度のJ1 クラブ決算一覧。
2005、
2006、
2007、
2008、
2009、
2010
| 年度 | 収益  | 広告料 | 入場料 | 配分 | 育成 | その他 | 費用  | 人件費 | 試合 | トップ | 育成 | 女子 | 販売  | 利益 | 純利益 |
| ---- | ----- | ------ | ------ | ---- | ---- | ------ | ----- | ------ | ---- | ------ | ---- | ---- | ----- | ---- | ------ |
| 2011 | 5,382 | 1,821  | 1,918  | 268  | 21   | 1,353  | 5,290 | 1,866  | 615  | 364    | 67   | 55   | 2,302 | 92   | 61     |
| 2012 | 5,353 | 2,121  | 1,988  | 267  | 18   | 959    | 5,202 | 1,910  | 449  | 412    | 101  | 65   | 2,265 | 150  | 151    |
| 2013 | 5,786 | 2,319  | 2,132  | 258  | 15   | 1,062  | 5,633 | 2,016  | 497  | 434    | 102  | 62   | 2,522 | 153  | 92     |
| 2014 | 5,854 | 2,380  | 1,982  | 263  | 16   | 1,213  | 5,642 | 2,054  | 488  | 404    | 107  | 84   | 2,505 | 212  | 118    |
| 2015 | 6,088 | 2,549  | 2,174  | 270  | 16   | 1,079  | 5,961 | 2,099  | 539  | 420    | 105  | 73   | 2,725 | 127  | 51     |

- 金額の単位: 百万円

出典: 各年度のJ1 クラブ決算一覧。
2011、
2012、
2013、
2014、
2015
| 年度 | 収益  | 広告料 | 入場料 | 配分 | 育成 | 物販 | その他 | 費用  | 人件費 | 試合 | トップ | 育成 | 女子 | 物販 | 販売  | 利益 | 純利益 |
| ---- | ----- | ------ | ------ | ---- | ---- | ---- | ------ | ----- | ------ | ---- | ------ | ---- | ---- | ---- | ----- | ---- | ------ |
| 2016 | 6,606 | 2,593  | 2,375  | 319  | 14   | 778  | 527    | 6,426 | 2,381  | 594  | 450    | 113  | 71   | 502  | 2,315 | 180  | 173    |

- 金額の単位: 百万円

出典: 各年度のJ1 クラブ決算一覧。
2016

### 資産
2017年1月に第三者割当増資が実施され、資本金が増加した。
| 年度 | 総資産 | 総負債 | 純資産 | 資本金 |
| ---- | ------ | ------ | ------ | ------ |
| 2005 | 2,421  | 2,093  | 327    | 160    |
| 2006 | 2,240  | 1,757  | 482    | 160    |
| 2007 | 2,262  | 1,717  | 544    | 160    |
| 2008 | 2,116  | 1,548  | 568    | 160    |
| 2009 | 1,890  | 1,316  | 574    | 160    |
| 2010 | 1,450  | 1,135  | 315    | 160    |
| 2011 | 1,297  | 921    | 376    | 160    |
| 2012 | 1,129  | 602    | 527    | 160    |
| 2013 | 1,279  | 659    | 620    | 160    |
| 2014 | 1,309  | 571    | 738    | 160    |
| 2015 | 1,549  | 760    | 789    | 160    |
| 2016 | 2,015  | 828    | 1,187  | 273    |

出典: 各年度のJ1 クラブ決算一覧。
2005、
2006、
2007、
2008、
2009、
2010、
2011、
2012、
2013、
2014、
2015、
2016
金額の単位: 百万円

## 提携チーム
- バイエルン・ミュンヘン（2006年 - 2009年）
- CDグアダラハラ（2015年 - ）
- フェイエノールト（2019年 - ）
- ムアントン・ユナイテッド（2021年 - ）
- アイントラハト・フランクフルト（2022年 - ）
- 浦和学院高校（2022年 - ）